# Conflicto árabe-israelí
El conflicto árabe-israelí (en árabe: الصراع العربي الإسرائيلي Al-Sira'a Al'Arabi A'Israili; en hebreo: הסכסוך הישראלי-ערבי Ha'Sikhsukh Ha'Yisraeli-Aravi) es un fenómeno geopolítico que implica conflictos militares y una variedad de disputas entre Israel y muchos países árabes. Está arraigado en gran medida en la postura históricamente de apoyo de la Liga Árabe hacia los palestinos en el contexto del conflicto palestino-israelí, que, a su vez, se ha atribuido al ascenso simultáneo del sionismo y el nacionalismo árabe hacia finales del siglo XIX, aunque los dos movimientos no chocaron directamente hasta la década de 1920. Sin embargo, desde finales del siglo XX, las hostilidades directas del conflicto árabe-israelí en todo Oriente Medio se han atribuido principalmente a una atmósfera política cambiante dominada principalmente por el conflicto entre Irán e Israel.
Su definición, historia y posibles soluciones son materia de permanente debate y los problemas que incluye varían con el tiempo. Hoy en día, las principales cuestiones son la soberanía sobre la Franja de Gaza y Cisjordania, el estatus de la parte oriental de Jerusalén, de los Altos del Golán y de las Granjas de Shebaa, el destino de los asentamientos israelíes y de los refugiados palestinos, el reconocimiento de Israel y Palestina como Estados independientes, el derecho de ambos a existir y vivir en paz al abrigo de amenazas y actos de fuerza, así como la relación de Israel con Siria y el Líbano.
Actualmente Israel tiene tratados de paz vigentes con Egipto y Jordania que garantizan su convivencia. Asimismo, tiene tratados de alto el fuego firmados con el Líbano, Siria y Arabia Saudí que, si bien no reconocen la existencia de Israel, sí que han supuesto en la práctica un mecanismo eficaz para el cese de las hostilidades. También existe un complejo acuerdo provisional con Palestina, que supone el establecimiento de una especie de protectorado israelí sobre zona palestina y un alto el fuego parcial.

## Historia
Durante más de quince siglos, el pueblo judío vivió dividido en varios países del mundo, especialmente en Europa, en lo que se conoce como la diáspora judía. La convivencia de estos con el resto de europeos no siempre fue fácil, y las persecuciones y pogromos, especialmente en la Europa Oriental a finales del siglo XIX, fueron determinantes para la aparición y auge del sionismo político, que reclamaba un Estado propio para todas las comunidades judías dispersas por el mundo. Los sionistas culturales subrayaban la importancia que tenía convertir a Palestina en un centro para el crecimiento espiritual y cultural del pueblo judío. En la época en la que se fundó el sionismo, Palestina formaba parte del Imperio otomano y estaba habitada por árabes cristianos y musulmanes en su gran mayoría, así como por una pequeña comunidad de judíos religiosos que, aunque minoritaria, tenía una implantación significativa en la ciudad de Jerusalén y en sus alrededores.

### Primera Guerra Mundial

Mapa del territorio bajo el Mandato británico de Palestina antes de la creación del reino de Transjordania.

En el año 1914, el Imperio otomano decidió entrar en la Primera Guerra Mundial de lado de las potencias centrales y el gobierno británico empezó a ver al movimiento sionista como un posible aliado en una guerra que parecía desarrollarse mal para los aliados. De manera paralela, agentes británicos como T. E. Lawrence alentaron rebeliones árabes contra el dominio otomano en Oriente Próximo bajo la promesa de futuros Estados independientes árabes. Hacia 1917, David Lloyd George y Arthur Balfour, primer ministro y secretario de exteriores respectivamente, buscaban alianzas que pudieran mejorar el curso de la guerra. Se consideró entonces que los judíos podrían ser doblemente útiles, ayudando a sostener el frente oriental y estimulando el esfuerzo bélico estadounidense. Fue así como se produjo el 2 de noviembre de 1917 la Declaración Balfour, por la que el Reino Unido se declaraba favorable a los planes sionistas de creación de un hogar nacional judío en Palestina. La victoria aliada y el hundimiento del Imperio otomano dejaría al gobierno británico con el control de Palestina en los siguientes treinta años, adoptando la forma oficial de Mandato de la recientemente creada Sociedad de Naciones.
Durante la década de 1920 el número de judíos en Palestina se incrementó notoriamente: en 1922 su número era de 83 790 sobre una población total de 752 048; en 1929 había 156 481 en una población total de 992 559, duplicando su población en siete años. La inmigración judía se canalizaba a través de la Organización Sionista Mundial, cuya figura principal era Jaim Weizmann, y vinculada con la Agencia Judía para Palestina, que ejercía como un gobierno para los judíos de Palestina, comprando tierra y construyendo escuelas, hospitales y asentamientos. La principal figura de la organización hacia la mitad de los años treinta era David Ben Gurión. La filosofía de Ben Gurión y sus colegas era la de construir Sion forjando una nación judía, es decir, asentar las bases para la futura creación de un Estado judío en Palestina. Los árabes no poseían instituciones similares a las que los judíos estaban desarrollando, debido al feudalismo que aún existía y que permitía a los clanes más poderosos dominar a la mayoría de la población, destacando los continuos enfrentamientos entre los Husseinis y Nashashibis.
Palestina estuvo relativamente tranquila entre 1922 y 1928, momento en que se desató la violencia en forma de enfrentamientos entre árabes y judíos y entre los propios árabes en la Barrera Oeste de Jerusalén. En agosto de 1929 estos enfrentamientos se saldaron con la matanza de Hebrón, de Safed y de otras comunidades judías palestinas en 1929. El resultado de estos incidentes fue la muerte de 133 judíos y 116 árabes, y una reinterpretación a la baja de la Declaración Balfour y de las aspiraciones sionistas: dos comisiones británicas, bajo el mando de Walter Shaw y John Hope-Simpson, intentaron redefinir la política británica en Palestina, identificando el miedo de los árabes ante la inmigración y la compra de tierras por parte judía como principal causa de las dificultades entre ambas comunidades. La recomendación de Hope-Simpson de que las características del territorio sólo admitirían 20 000 inmigrantes judíos más provocó el rechazo de los sionistas. Sin embargo, en febrero de 1931, el primer ministro británico Ramsay MacDonald escribió a Weizmann indicándole que su gobierno no tenía intención de prohibir la inmigración judía, debido principalmente a que la situación en Palestina parecía haberse calmado nuevamente. Sin embargo, esta calma relativa no duraría mucho tiempo: el desarrollo político europeo cambiaría por completo el conflicto árabe-israelí. El 30 de enero de 1933, Adolf Hitler llegó al poder en Alemania y en marzo ya había asegurado su dictadura.

### Segunda Guerra Mundial

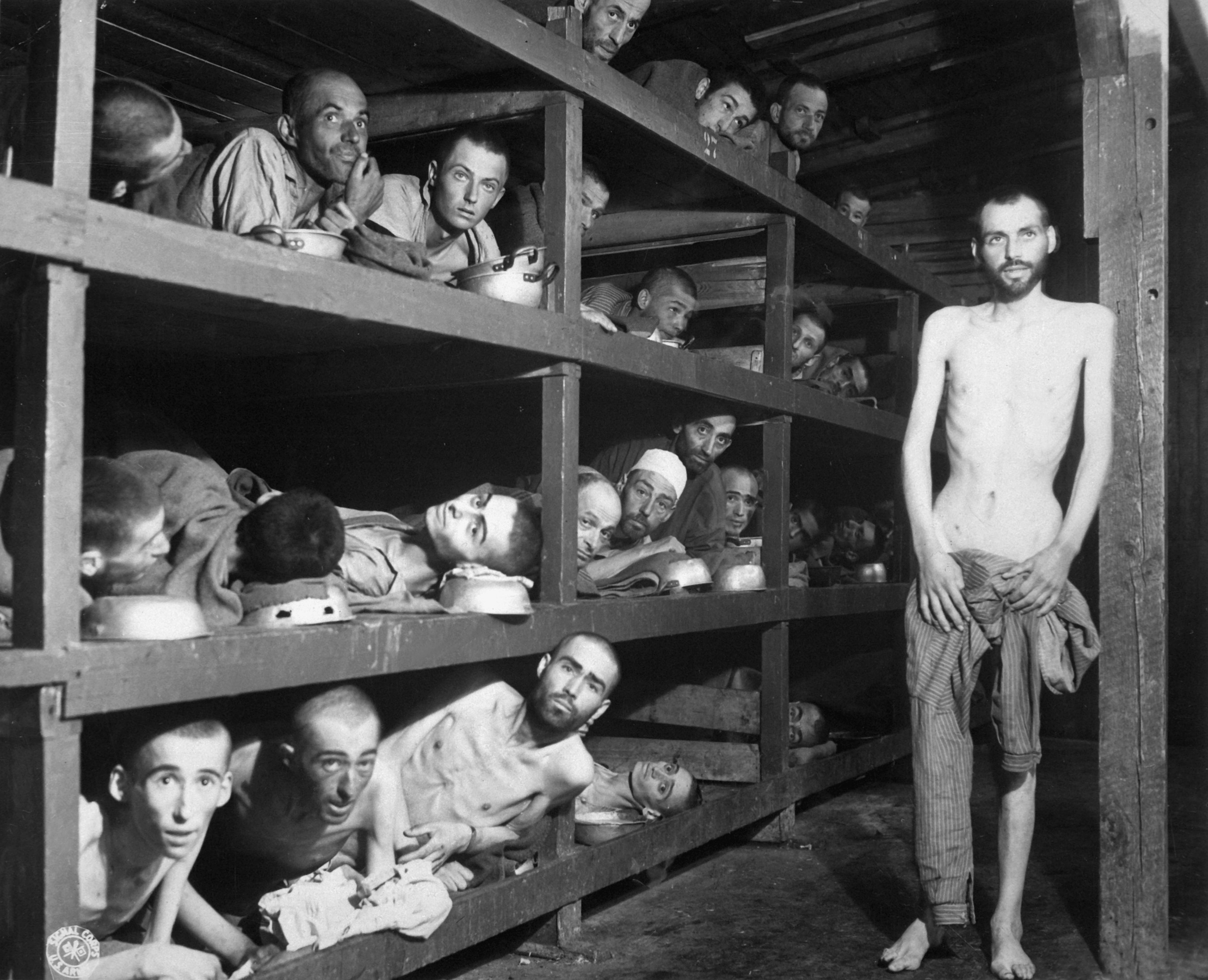
Fotografía del barracón 56 del Campo Pequeño de Buchenwald en 1945.

El incremento del antisemitismo en Alemania y Rumanía hizo que un gran número de judíos se marchara de Europa, teniendo a Palestina como única opción debido a las restricciones migratorias de los Estados Unidos. En 1936, la población judía se había incrementado hasta los 370 483 sobre una población total de 1 336 518. La reacción árabe contra lo que ellos consideraban una transformación desagradable del país fue la Revuelta Árabe, que empezó el 15 de abril de 1936 con el asesinato de un judío cerca de Nablús. La escala de la revuelta dio lugar a un despliegue importante de fuerzas británicas, así como a la simpatía oficial de estas hacia la Haganá, la fuerza defensiva de la Agencia Judía. La Comisión Real Palestina, bajo mando de Lord Peel, fue encomendada con la labor de investigar las causas subyacentes de los disturbios y de recomendar una solución para lidiar con las quejas legítimas de árabes y judíos. Su máximo exponente, el profesor Reginald Coupland de la Universidad de Oxford, llegó a la conclusión de que existían en Palestina dos culturas claramente diferenciadas: una árabe de origen asiático y una judía de origen europeo. Considerando que dos culturas tan contrastadas no llegarían a convivir en un solo Estado, Coupland propuso como única solución la partición en dos Estados distintos. Coupland consiguió convencer a sus colegas de la Comisión e incluso a Weizmann, quien se convirtió en un defensor de la partición. Aun así, no todos los sionistas estaban a favor de la partición y los árabes se oponían frontalmente a ella.
Hacia finales de 1937 los británicos empezaron a abandonar su apoyo a la idea del hogar judío y a la partición del Mandato, puesto que buscaban asegurarse la simpatía árabe en la situación prebélica que preludiaba la Segunda Guerra Mundial. Una nueva declaración, conocida como Libro Blanco, fue patrocinada por Malcolm MacDonald, ministro británico de Colonias, lo que supuso un giro completo de la política británica en Palestina y el fin del compromiso con los judíos iniciado dos décadas antes mediante la Declaración Balfour. El Libro Blanco fue publicado semanas antes del comienzo de la Segunda Guerra Mundial y establecía que en el plazo de diez años Palestina se convertiría en un solo Estado independiente gobernado en común por árabes y judíos. Según el nuevo plan, la inmigración judía se limitaría a 75 000 personas en los siguientes cinco años y con el previo consentimiento árabe (lo que en la práctica suponía el cierre a la inmigración legal en vísperas del inicio de la guerra), de modo que los judíos mantendrían siempre un estatus minoritario debido a su menor peso demográfico.
A pesar de que muchos árabes se dieron cuenta de que la nueva declaración favorecía en gran medida sus aspiraciones, el gobierno egipcio y algunos de los principales jerarcas palestinos como el clérigo exiliado Amin al-Husayni la rechazaron por considerarla insuficiente. La alianza del líder palestino con el Tercer Reich, que incluyó el reclutamiento de una división de musulmanes bosnios para las SS, dañaría muy significativamente la causa palestina al verse asociada con el régimen nazi.

#### Holocausto

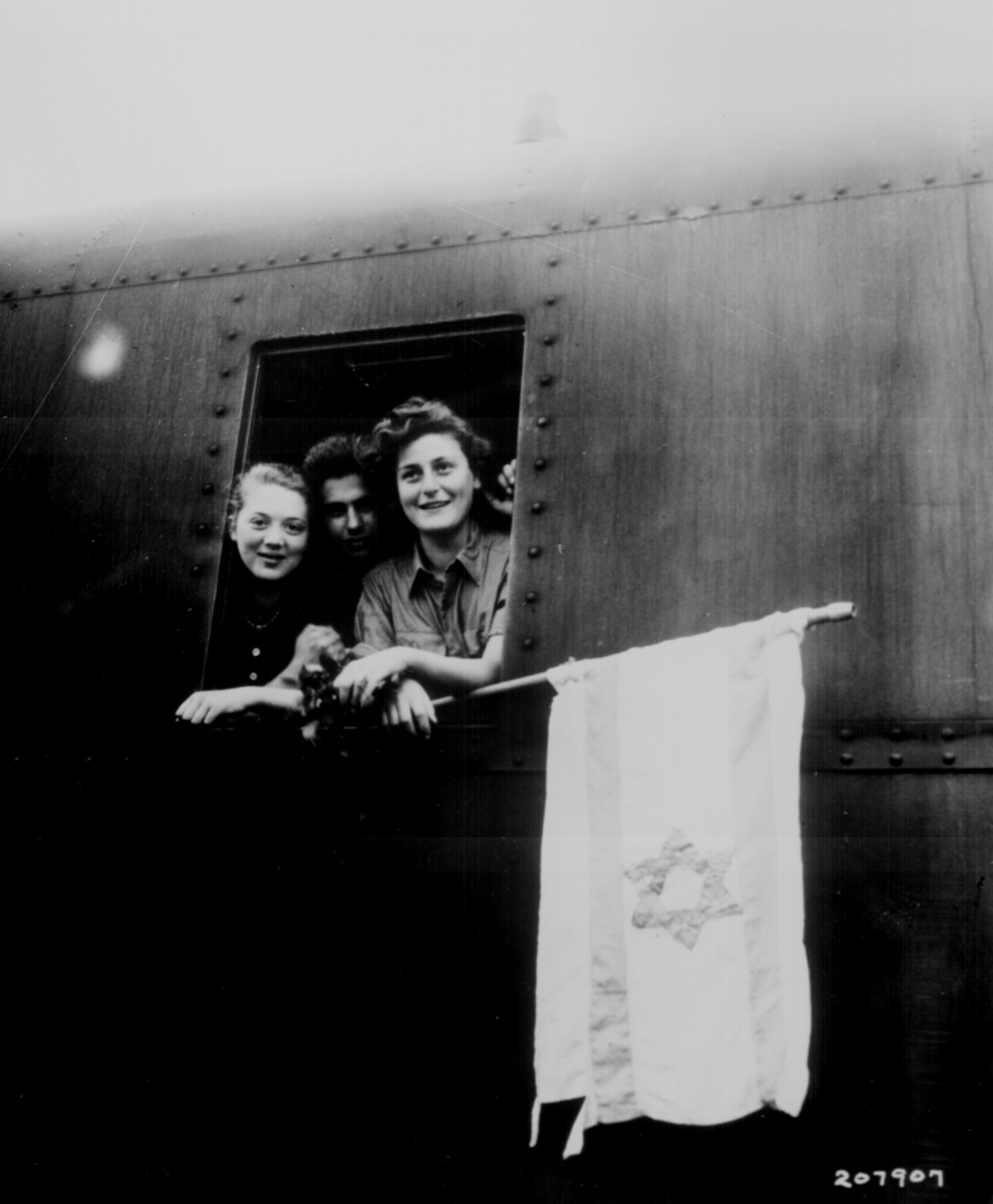
Niños judíos rescatados de los campos de concentración alemanes en 1945 siendo llevados al Estado para los judíos en el Mandato Británico de Palestina (actualmente conocido como Estado de Israel).

En el caso de los judíos, la nueva política del gobierno británico plasmada en el Libro Blanco, cuya vigencia se mantuvo durante la guerra, fue vista como un acto de delación, pese a lo cual mantuvieron su apoyo a Gran Bretaña en el inminente conflicto bélico. En noviembre de 1938, la Reichskristallnacht, en la que los nazis dieron rienda suelta al terror de Estado contra los judíos, reveló las verdaderas intenciones del III Reich y provocó un crecimiento de la emigración judía.
El impedimento por parte de las autoridades británicas de la inmigración judía hacia Palestina (como puso de relieve el caso del barco SS Struma) confirmó la creencia judía de que la protección podía ser alcanzada únicamente mediante la construcción de un Estado donde los judíos pudieran controlar su propio destino, motivo por el cual la Haganá empezó a comprar y a fabricar armas. Más problemáticas para los británicos fueron las actividades de otros dos grupos judíos clandestinos: el Irgun Zvai Leumi (Organización Militar Nacional) y el Leh'i (Luchadores por la Libertad de Israel), que representaban la tradición de extrema derecha del sionismo, en conflicto con la Agencia Judía y el movimiento oficial.
En febrero de 1944, el Irgún, dirigido por un joven judío polaco, Menahem Begin, proclamó que los británicos habían traicionado al pueblo judío y declaró la guerra al Mandato. El Lehi había sido creado por otro judío polaco, Abraham Stern, cuyo rencor hacia los británicos hizo que simpatizara con los propios alemanes. El 6 de noviembre de 1944, sus miembros asesinaron a Lord Moyne, el ministro británico en Oriente Próximo. Este hecho provocó la antipatía de Winston Churchill, amigo cercano de Moyne, quien había planeado desarrollar el Estado judío justo después de la guerra.

### Partición de Palestina y creación de Israel
En aquel tiempo, gran parte de Oriente Próximo estaba bajo control del Reino Unido, que tenía intereses en el Golfo Pérsico y bases aéreas en Irak. De los Estados limítrofes con Palestina, Líbano y Siria habían sido liberados del Mandato francés en 1943 y 1946 respectivamente. Egipto mantenía relaciones importantes con los británicos debido al tratado de 1936, cuyo elemento más importante era la zona del Canal de Suez. Transjordania se independizaría en 1946, pero siguió estrechamente vinculada a Gran Bretaña. En un momento que se iba a demostrar histórico para los árabes palestinos, estos carecían de las necesarias estructuras políticas y de mando, incapaces de copiar la bien organizada estructura política de los judíos con la Agencia Judía. La represión británica de la revuelta de 1936-1939 había causado la muerte, el encarcelamiento o el exilio de la mayor parte de los líderes arabopalestinos, la incautación de importantes cantidades de armas y una sensación general de hastío bélico entre la población civil. En opinión de algunos autores, el mundo árabe en general, y el árabe palestino en particular, se encontraban en una condición de desventaja para resistir al desafío sionista que se avecinaba. En opinión de otros historiadores, como Joan B. Culla, el maximalismo de la posición árabe impidió aprovechar las oportunidades de que dispusieron en los distintos procesos negociadores, priorizando la expulsión de los judíos y los intereses propios de los nuevos Estados árabes vecinos de la zona (incluso la posibilidad de anexionarse la parte árabe de Palestina), por encima de los intereses de la población árabe palestina y del derecho reconocido a estos para disponer de su propio Estado.

#### Escena internacional

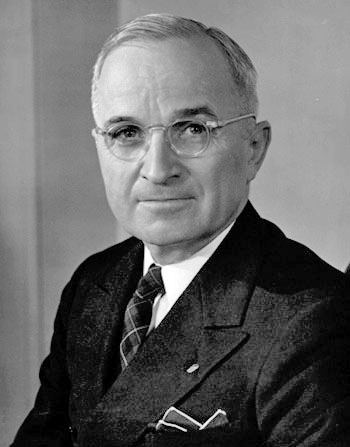
El presidente estadounidense (1945-1953) Harry S. Truman.

El presidente estadounidense, Harry S. Truman, tenía cierta simpatía por la causa judía pero, en la práctica, Truman solamente dirigió su atención hacia Palestina después de un intento fallido de persuadir al Congreso de que permitiese a un gran número de judíos establecerse en los Estados Unidos. El 31 de agosto de 1946 pidió formalmente al gobierno británico que emitiese 100 000 certificados de inmigración, señalando que «ningún otro problema es tan importante para quienes han conocido los horrores de los campos de concentración». La respuesta británica fue negativa, señalando que en los campos europeos había muchas víctimas de Hitler y que los judíos no debían ponerse a la cabeza de la lista. El tono de la contestación británica mostraba hasta qué punto la actitud británica se había alejado de la simpatía prosionista de 1944, y se abría así el camino para la lucha de los judíos contra los británicos en el mandato de Palestina, cuyo atentado más famoso fue contra el cuartel general británico, alojado en el Hotel Rey David de Jerusalén, que causó 91 muertos y que, a la larga, condujo a los británicos fuera de Palestina y allanó el camino para la creación del Estado judío.
El 29 de noviembre de 1947, tras múltiples disputas diplomáticas, la Asamblea General de las Naciones Unidas aprobó el Plan de Partición de Palestina en dos Estados, uno árabe y otro judío, ni compactos ni homogéneos, divididos en tres respectivas porciones apenas unidas entre sí. El estado judío supondría un 55 % del territorio del Mandato (14 100 km²), incluido el desierto del Néguev, y su población estaría formada por 500 000 judíos y 400 000 árabes palestinos. En ese momento, los judíos solo poseían el 7 % de las tierras de Palestina. El estado árabe palestino tendría el 44 % del territorio del Mandato (11 500 km²) y una minoría de unos 10 000 judíos. Jerusalén y su área circundante, incluida Belén, conformarían un corpus separatum de 700 km² bajo la administración del Consejo de Administración Fiduciaria de las Naciones Unidas. Además, este plan preveía la retirada del ejército británico del Mandato antes de agosto de 1948 y la fijación de las fronteras entre los dos Estados y en la propia Jerusalén.
Los judíos aceptaron el Plan propuesto, a pesar de no estar de acuerdo con los términos de un reparto que hacía indefendible y poco viable el territorio asignado, pero los árabes lo rechazaron de plano. El Alto Comité Árabe (el organismo de la dirigencia árabe-palestina) calificó de "absurdos, impracticables e injustos" tanto el reparto como la propuesta federal y, viendo perdido el terreno diplomático, amenazaron con la guerra para defender la Palestina árabe. En cualquier caso, por aquel entonces ya se estaba desarrollando una guerra civil en Palestina que consistió principalmente en ataques terroristas primero y en movimientos militares un tiempo después. Los distintos ataques terroristas de grupos judíos como el Lehi, el Irgún o la propia Haganá fueron propiciando un éxodo de la población árabe de Palestina a zonas que consideraban más seguras. A mediados de enero de 1948, los ataques de los diversos grupos judíos habían empujado a una quinta parte de la población de Jaffa (unas 15 000 personas) a huir a otros lugares. A finales de enero, se calcula que unos 20 000 árabes palestinos habían abandonado sus hogares en Haifa.
Se sucedieron una serie de cruentos atentados, entre los que cabe destacar la bomba plantada por la Haganá en el Hotel Semiramis de Jerusalén, matando a 26 civiles entre los que estaba el cónsul general español en la ciudad, o el atentado contra el diario judío Palestine Post, que dejó veinte víctimas civiles poco después. En plena guerra civil, dos hechos terminaron por derrumbar la moral de la población civil palestina y acrecentar aún más su huida. El 8 de abril murió accidentalmente Abdelkader al-Husayni, comandante del Ejército de la Santa Yihad y principal líder militar palestino. Al día siguiente, el 9 de abril, unos 120 hombres del Irgún y el Lehi perpetraron la masacre de Deir Yassin. El recuento de víctimas se fijó en 107 aldeanos muertos, entre los que se contaron multitud de mujeres, ancianos y niños. Las noticias de la masacre desataron el pánico aún más entre la población civil árabe palestina y provocaron su huida en masa. Una nueva masacre perpetrada por la Brigada Golani en Khirbet Nasser ed-Din, que dejó 22 aldeanos muertos, tuvo lugar el 12 de abril de 1948, un día antes de que un grupo de guerrilleros árabes palestinos emboscaran un convoy de camiones, ambulancias, autobuses y vehículos acorazados que se dirigían al enclave judío del Monte Scopus. Murieron 78 profesores, alumnos, enfermeras, doctores y soldados de la Haganá que los escoltaban.

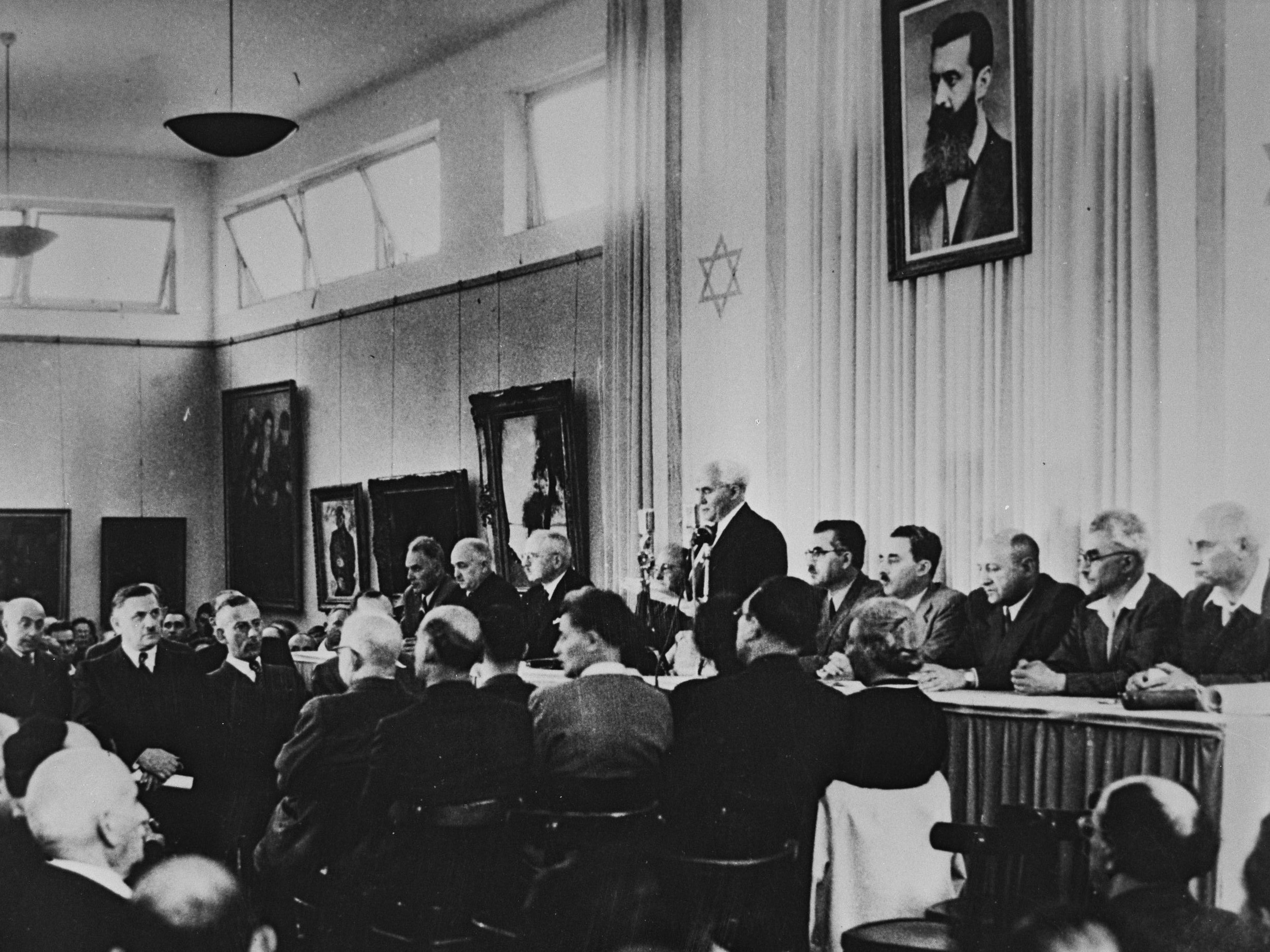
David Ben-Gurión (primer ministro de Israel) lee la Declaración de independencia de Israel, el 14 de mayo de 1948, en Tel Aviv, Israel, bajo un gran retrato de Theodor Herzl, fundador del moderno sionismo.

Las ciudades de Tiberíades, Haifa y Jaffa fueron cayendo en manos judías durante las siguientes semanas, con duros bombardeos sobre zonas residenciales árabes que provocaron la huida en masa de la población civil árabe palestina. El 10 de mayo, las tropas judías tomaron Safad y expulsaron a sus miles de habitantes árabes palestinos. En Beisan, todos los árabes fueron expulsados de sus hogares y enviados a Nazaret o más allá del río Jordán. Cuando las tropas judías entraron en Acre, solo unos 3000 de sus 13 400 habitantes habían permanecido en la ciudad.
En este contexto, el 15 de mayo de 1948 expiró el Mandato Británico de Palestina. Un día antes, los judíos proclamaron la independencia del Estado de Israel en su parte del territorio otorgada por el Plan de Partición de la ONU, debido a la festividad del sabbat. Esta declaración provocó como reacción inmediata la invasión de los ejércitos de la alianza árabe, dando así inicio a la guerra árabe-israelí de 1948.
Ben Gurion, que inauguró el cargo de primer ministro del Estado de Israel, aceptó la partición de Palestina en territorios israelíes y territorios palestinos que la ONU estableció en 1947. Pero tenía un viejo pensamiento de fondo: en carta a su mujer confió que 

un Estado judío "parcial" –un proyecto de 1937 del ocupante británico que nunca se llevó a cabo– era sólo un comienzo y que planeaba organizar un ejército de primera y utilizar la coerción o la fuerza para absorber toda la extensión del país.

### Guerra de 1948

Ataques 15 de mayo-10 de junio de 1948.

Al día siguiente de la Declaración de independencia del Estado de Israel en el territorio asignado por el Plan de la ONU para la partición de Palestina de 1947, cinco Estados árabes vecinos (Líbano, Siria, Transjordania, Irak y Egipto), inconformes con dicho Plan y con la expulsión o huida de la población civil palestina que se estaba llevando a cabo por parte de las tropas israelíes, le declararon la guerra al naciente Estado de Israel e intentaron invadirlo bajo el mandato del general árabe Salim Abdala Kais.
En la guerra intermitente que tuvo lugar durante los siguientes 15 meses (interrumpida ocasionalmente por varias treguas promovidas por la ONU), Israel conquistó y se anexionó un 26 % adicional del antiguo Mandato británico, mientras que Transjordania y Egipto ocuparon la parte restante destinada por la ONU al Estado árabe-palestino: Egipto ocupó la Franja de Gaza y Transjordania se anexionó Cisjordania y Jerusalén Este, refundando el país con el nombre de Jordania.
La guerra provocó cientos de miles de desplazados en ambos sentidos: más de dos tercios de la población civil árabe palestina (en torno a unas 750 000 personas) fueron obligados a desplazarse a la Franja de Gaza y a Cisjordania, así como a otros países árabes vecinos, como Líbano, Siria o Jordania, dando origen al problema de los refugiados palestinos que todavía hoy perdura. En la zona israelí quedaron 156 000 árabes palestinos, que adquirieron la nacionalidad israelí y que, en general, en el plano teórico, gozaron de los derechos plenos de ciudadanía a partir de 1950, incluyendo su incorporación al ejército en el caso de los drusos. Sin embargo, los árabes palestinos de Israel vivieron sujetos a la ley marcial hasta 1966, y en torno a la mitad de ellos -conocidos legalmente como presentes ausentes- sufrieron la expropiación de sus tierras y propiedades por parte del Estado de Israel, que las destinó a los nuevos inmigrantes judíos. Según la historiografía tradicional israelí, la salida de los árabes de su tierra se debió a que la dirigencia árabe instigó a la población árabe en Palestina a abandonar sus hogares para garantizar a las tropas árabes mayor libertad de movimiento. Sin embargo, las fuentes árabes y los nuevos historiadores israelíes, así como numerosos historiadores internacionales, afirman que no existen pruebas al respecto y señalan a los ataques del ejército y los grupos paramilitares judíos como fuente del éxodo masivo palestino.
De forma paralela, las comunidades judías que habitaban en países árabes (muchas de ellas desde antes de la expansión árabe y musulmana), se vieron obligadas a emigrar en los años siguientes. Solo durante la década de 1950, 608 200 judíos orientales, una cifra algo menor a la de refugiados palestinos, huyeron o fueron expulsados de territorios árabes y se refugiaron en Israel, donde obtuvieron la ciudadanía israelí gracias a la denominada Ley del Retorno; otros 290 800 refugiados judíos se establecieron en Francia o en los Estados Unidos (véase Éxodo judío de países árabes). Se trató de un fenómeno de intensidad variable según los países en los que aconteció, y que fue desde la confiscación de bienes y tierras en algunos países a la persecución directa de los judíos en otros. En cualquier caso, el resultado en la práctica fue la liquidación casi total de las comunidades judías en los países árabes.
El 11 de diciembre de 1948, en su resolución 194, la Asamblea General de las Naciones Unidas dictaminó "que debe permitirse a los refugiados que deseen regresar a sus hogares y vivir en paz con sus vecinos, que lo hagan así lo antes posible, y que deberán pagarse indemnizaciones a título de compensación por los bienes de los que decidan no regresar a sus hogares y por todo bien perdido o dañado cuando, en virtud de los principios del derecho internacional o por razones de equidad, esta pérdida o este daño deba ser reparado por los Gobiernos o autoridades responsables". De esta manera, reconoció el derecho al retorno de los refugiados palestinos y creó la Agencia de las Naciones Unidas para los Refugiados Palestinos (UNRWA en sus siglas inglesas) con la esperanza de un retorno inmediato, algo que sin embargo no sucedió. De hecho, ya durante la propia guerra de 1948, en el mismo momento en el que la población palestina estaba huyendo o siendo expulsada por el ejército israelí, Israel hizo pública su postura oficial de rechazo al retorno de los refugiados. Al prolongarse indefinidamente su condición de "refugiados", y quedar su suerte en manos de la ONU, nunca obtuvieron la nacionalidad de los países árabes que los acogieron (salvo en el caso de Jordania, que reconoció como nacionales a los palestinos cisjordanos y jerosolimitanos) y permanecieron en condiciones de desarraigo y precarización. Por su parte, los refugiados judíos, que no recibieron reconocimiento ni ayuda alguna por parte de la ONU, fueron integrados rápidamente en Israel y alojados en las viviendas que habían quedado vacías tras el éxodo de la población palestina.

### Guerra de Suez (1956)

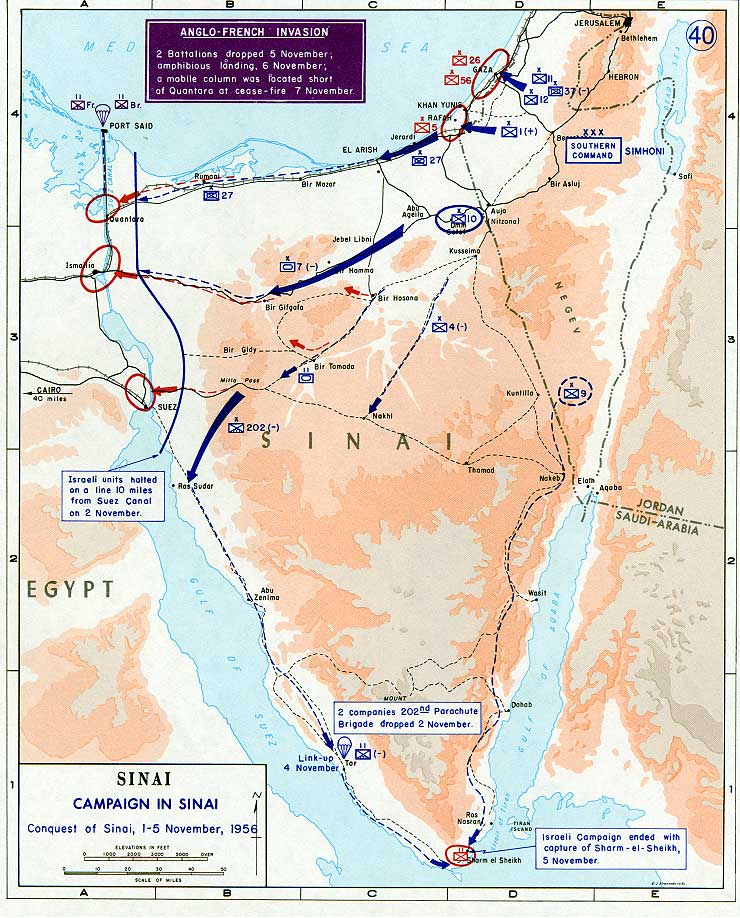
Avances de Israel en el Sinaí.

Aunque los armisticios de 1949 supusieron la independencia de Israel, no significaron el final de las hostilidades entre este país y sus vecinos árabes. Durante toda la década de 1950 se sucedieron tanto ataques de fedayines palestinos apoyados principalmente por Egipto como ataques israelíes contra posiciones fronterizas jordanas, sirias y egipcias. En octubre de 1953, una unidad israelí comandada por Ariel Sharon llevó a cabo la masacre de Qibya en territorio palestino bajo control jordano, en la que asesinaron a 69 civiles, dos tercios de ellos mujeres y niños. En diciembre de 1955, durante la operación Kinneret, un ataque israelí contra posiciones sirias en la costa del Mar de Galilea causó la muerte a 54 soldados sirios. En febrero de 1955, sin mediar provocación previa, comandos israelíes mataron a 38 soldados egipcios en un ataque transfronterizo ocurrido en la Franja de Gaza, por entonces bajo control egipcio. Esto llevó al presidente egipcio, Gamal Abdel Nasser, a decretar el cierre del estrecho de Tirán para barcos y aviones procedentes de o dirigidos a Israel. Por su parte, Israel firmó una alianza con el Reino Unido y Francia para un ataque conjunto a Egipto, dado que ambas naciones estaban enfrentadas con Gamal Abdel Nasser por la nacionalización del Canal de Suez.
El 29 de octubre de 1956 se desencadenó la invasión conjunta de Egipto por parte de Israel, que ocupó la península del Sinaí, y Francia y Reino Unido, que enviaron paracaidistas a Puerto Said y el Canal de Suez. Aunque militarmente los aliados alcanzaron todos sus objetivos, la presión diplomática conjunta de la Unión Soviética y EE. UU. forzó a estos a retirarse, en lo que los países árabes consideraron una victoria política. Como consecuencia de esta guerra, la ONU decidió el despliegue de una fuerza de cascos azules entre Egipto e Israel; sin embargo, Israel se negó a permitir el acceso a las fuerzas de interposición de la ONU, conocida como UNEF, por lo que solo se pudo desplegar en la parte egipcia de la frontera. El acercamiento franco-israelí trajo también consigo el desarrollo de la energía nuclear israelí, que se materializó en 1958 en la creación de la central nuclear de Dimona.
En este contexto, los árabes comenzaron a organizarse en diferentes asociaciones para resistir. La más importante fue la OLP (Organización para la liberación de Palestina), fundada en mayo de 1964 en Jerusalén con el apoyo de la Liga Árabe y a instancias del presidente egipcio Gamal Abdel Nasser, como organización palestina unificada.

### Guerra de los Seis Días (1967)

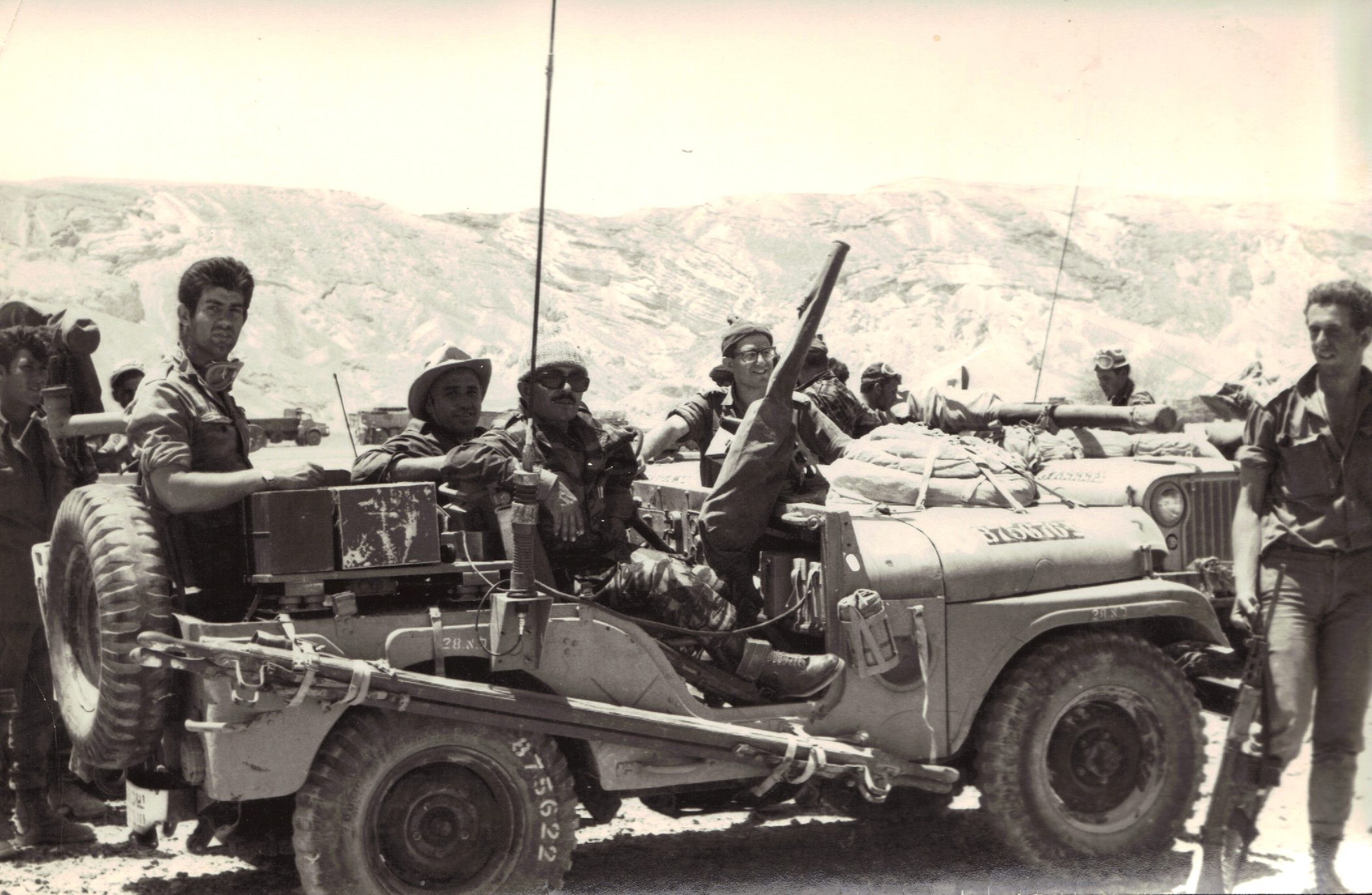
Soldados israelíes en la guerra de los seis días.

Israel y los territorios ocupados tras la guerra de los seis días en 1967.

En 1967 el mandatario egipcio Gamal Abdel Nasser pidió a las Naciones Unidas que retiraran a los Cascos Azules de Gaza, el Sinaí, y de las islas de Tirán y Sanafir (a la entrada del Golfo de Aqaba), solicitud que la ONU, por entonces presidida por U Thant, aceptó pese a que eso significaba renunciar a su papel de interposición. Egipto movilizó 80 000 soldados en el Sinaí y envió tropas a sus islas del golfo de Aqaba el 22 de mayo. Esto volvió a poner en peligro la salida de los barcos israelíes al Mar Rojo, y fue considerado un casus belli por parte del gobierno israelí. Egipto propuso llevar el cierre de los Estrechos de Tirán a una corte de arbitraje internacional. Ese mismo mes, Egipto, Siria e Irak firmaron un pacto de defensa mutua. El 5 de junio de 1967, ante la negativa egipcia de desbloquear el Golfo de Aqaba, Israel bombardeó la aviación egipcia situada en la península del Sinaí, dando comienzo de esta forma a la guerra de los Seis Días.
En los 6 días que duró la guerra, Israel conquistó la Franja de Gaza, Cisjordania, Jerusalén Este, la península del Sinaí y los Altos del Golán (Siria). Salvo en el caso de la península del Sinaí, que fue devuelta a Egipto en 1979 como consecuencia de los acuerdos de paz de Camp David, el resto de los territorios siguen actualmente ocupados militarmente por Israel.
La guerra ocasionó una segunda oleada de entre 300 000 y 400 000 refugiados palestinos, de los que casi un tercio se convirtieron en refugiados por segunda vez. La mayoría se exilió en Líbano, Jordania, Siria y los Estados del Golfo Pérsico.

#### Resolución 242
En noviembre de 1967 Naciones Unidas adoptó la resolución 242, que "afirma que el acatamiento de los principios de la Carta requiere que se establezca una paz justa y duradera en Oriente Próximo, la cual incluya la aplicación de los dos principios siguientes: «retiro de las fuerzas armadas israelíes de los territorios que ocuparon durante el reciente conflicto» y «terminación de todas las situaciones de beligerancia o alegaciones de su existencia, y respeto y reconocimiento de la soberanía, integridad territorial e independencia política de todos los Estados de la zona y de su derecho a vivir en paz dentro de fronteras seguras y reconocidas y libres de amenaza o actos de fuerza». Además, pedía «garantizar la libertad de navegación por las vías internacionales de navegación de la zona» y «lograr una solución justa del problema de los refugiados», así como establecer zonas desmilitarizadas entre los Estados de la zona.
El texto de la resolución 242 es ambiguo en cuanto a si exige a Israel una retirada de todos los territorios ocupados en la guerra (según el texto de la versión francesa Retrait des forces armées israéliennes des territoires occupés lors du récent conflit y española: «retiro de las fuerzas armadas israelíes de los territorios que ocuparon durante el reciente conflicto») o de solo una parte de los territorios (según la versión inglesa: Withdrawal of Israeli armed forces from territories occupied in the recent conflict). La ausencia del artículo the («los») de la versión inglesa del texto ha llevado a Israel a argumentar que la resolución solo le exige «la retirada de territorios ocupados en el reciente conflicto», y no «la retirada de los territorios ocupados en el reciente conflicto», como exigen las versiones española y francesa del mismo documento.
La OLP rechazó categóricamente la resolución por considerar que «pisotea los derechos de dos millones de palestinos», y exigió que Israel cumpliese su parte y se retirase de los territorios conquistados, cosa que no hizo y que marcaría el conflicto hasta la actualidad.

### Guerra de desgaste (1967-1970)

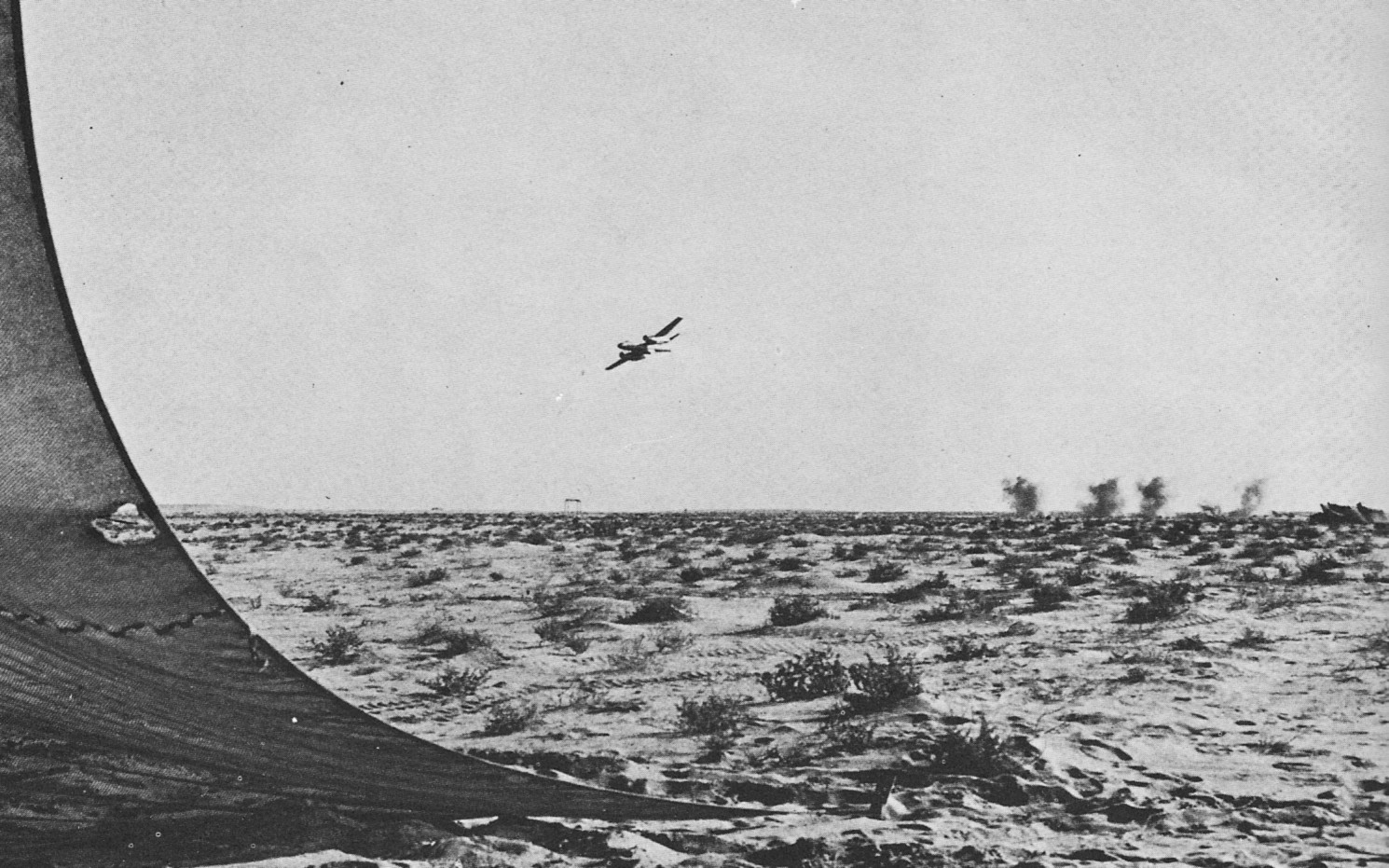
Un bombardero egipcio Ilyushin Il-28 ataca al ejército israelí en el Sinaí durante la guerra de Desgaste.

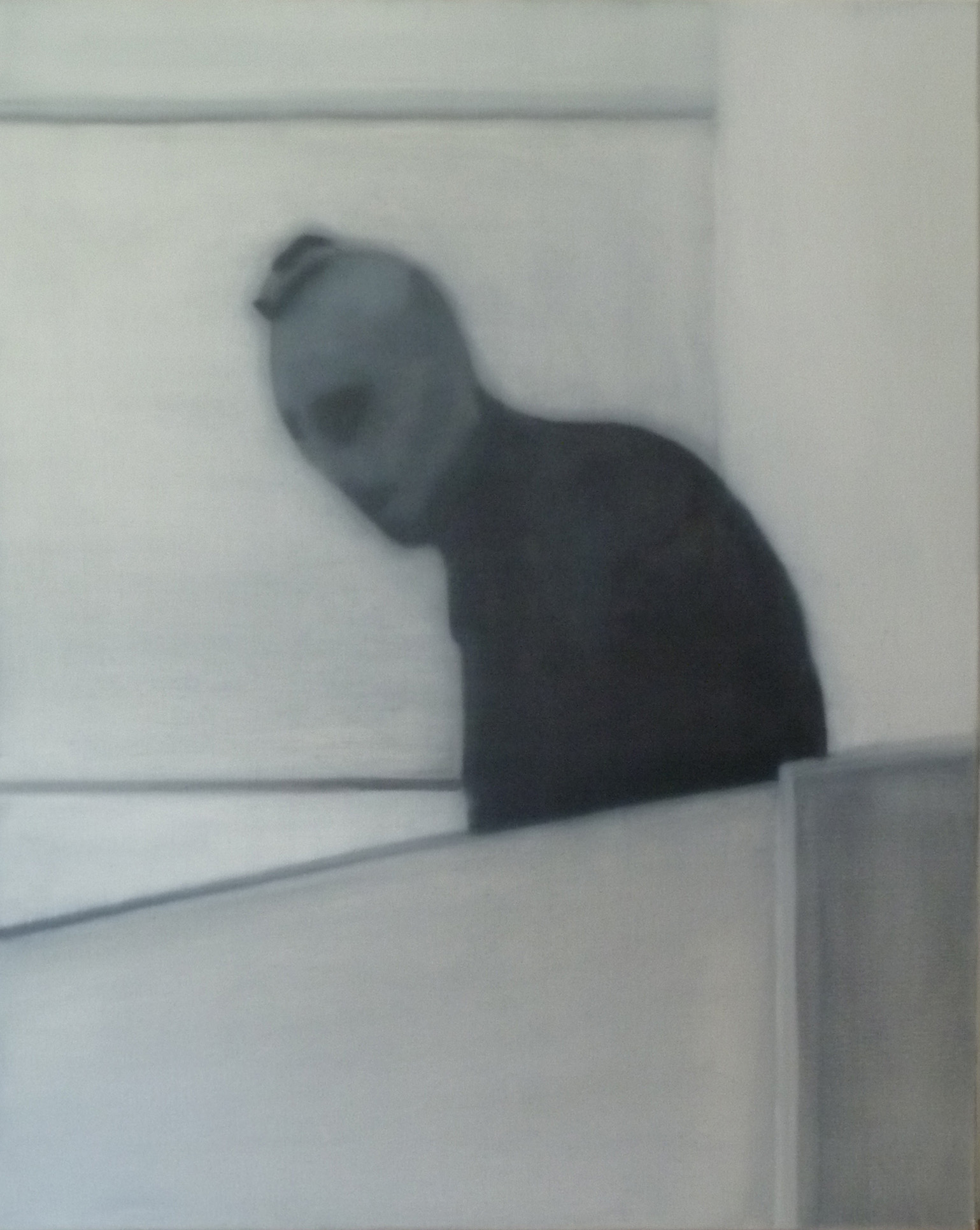
Pintura que representa una de las imágenes más famosas del secuestro y asesinato de 11 atletas israelíes en las Olimpiadas de Múnich de 1972.

En los años siguientes a la guerra de 1967 se pasó a una guerra soterrada conocida como «guerra de Desgaste». Israel mantuvo la ocupación militar de todos los territorios conquistados durante 1967, sometiendo a la población nativa a la ley marcial e incentivando los asentamientos de judíos en los territorios ocupados, en una clara violación de la Cuarta Convención de Ginebra, que en su artículo 49 prohíbe el traslado de población civil de la potencia ocupante al territorio ocupado.
En cuanto a Jerusalén Este, Israel se anexionó esta parte de la ciudad a la conclusión de la guerra y comenzó la demolición de barrios palestinos y la construcción de barrios judíos en la zona. Por su parte, Egipto multiplicó su hostigamiento militar contra Israel, que culminaría en la guerra de Yom Kipur en 1973, e intensificó su apoyo a los grupos armados palestinos que, a partir de 1968 (y con el apoyo de Siria al Frente Popular para la Liberación de Palestina), iniciaron una escalada terrorista internacional que incluyó secuestros de aviones comerciales y destrucción de aviones vacíos, atentados contra embajadas y diplomáticos de Israel, ataques a intereses de la comunidad judía en todo el mundo o atentados contra instalaciones de gas y petroleras. Esta escalada culminaría finalmente en la masacre de Múnich, perpetrada contra deportistas israelíes que competían en los Juegos Olímpicos de 1972. Israel se vengó contra los perpetradores mediante la operación Cólera de Dios en los años siguientes.
La guerra de Desgaste fue una guerra limitada entre Egipto e Israel que tuvo lugar durante los años 1968 a 1970. Fue iniciada por Egipto en un intento de recobrar el Sinaí tras la negativa israelí de abandonar los territorios ocupados durante la guerra de los Seis Días, de acuerdo con lo exigido en la resolución 242. La guerra de Desgaste supuso un importante número de bajas en el ejército israelí (más del doble de muertes que la guerra de los Seis Días) y en el egipcio. La guerra supuso también la intervención directa de la Unión Soviética en el conflicto árabe israelí y terminó con un alto el fuego firmado entre los países en 1970 que dejaba las líneas de armisticio en el mismo lugar en el que estaban cuando la conflagración comenzó.

### Guerra de Yom Kipur (1973) y paz con Egipto (1979)

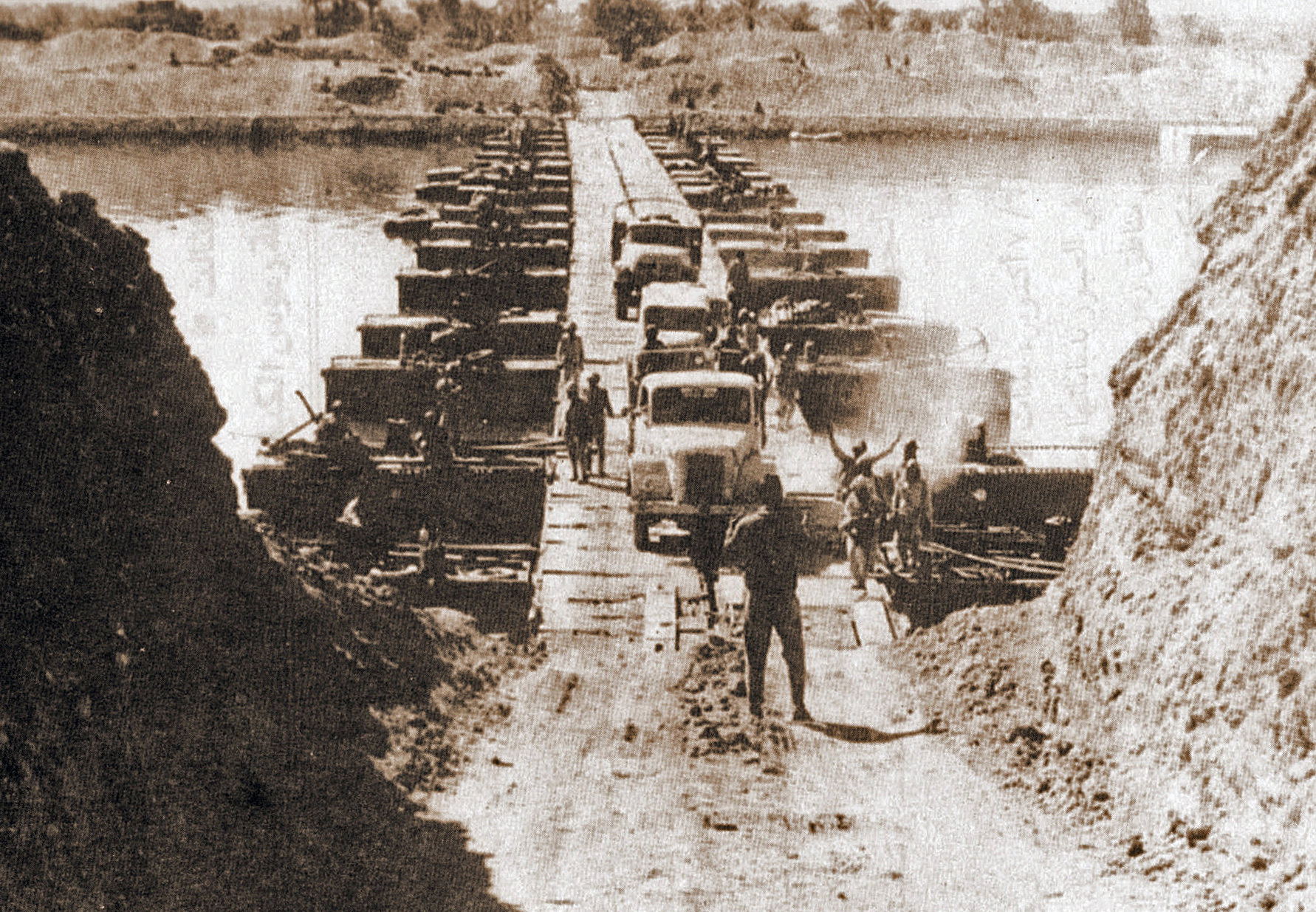
Fuerzas egipcias cruzando el canal de Suez el 7 de octubre de 1973.

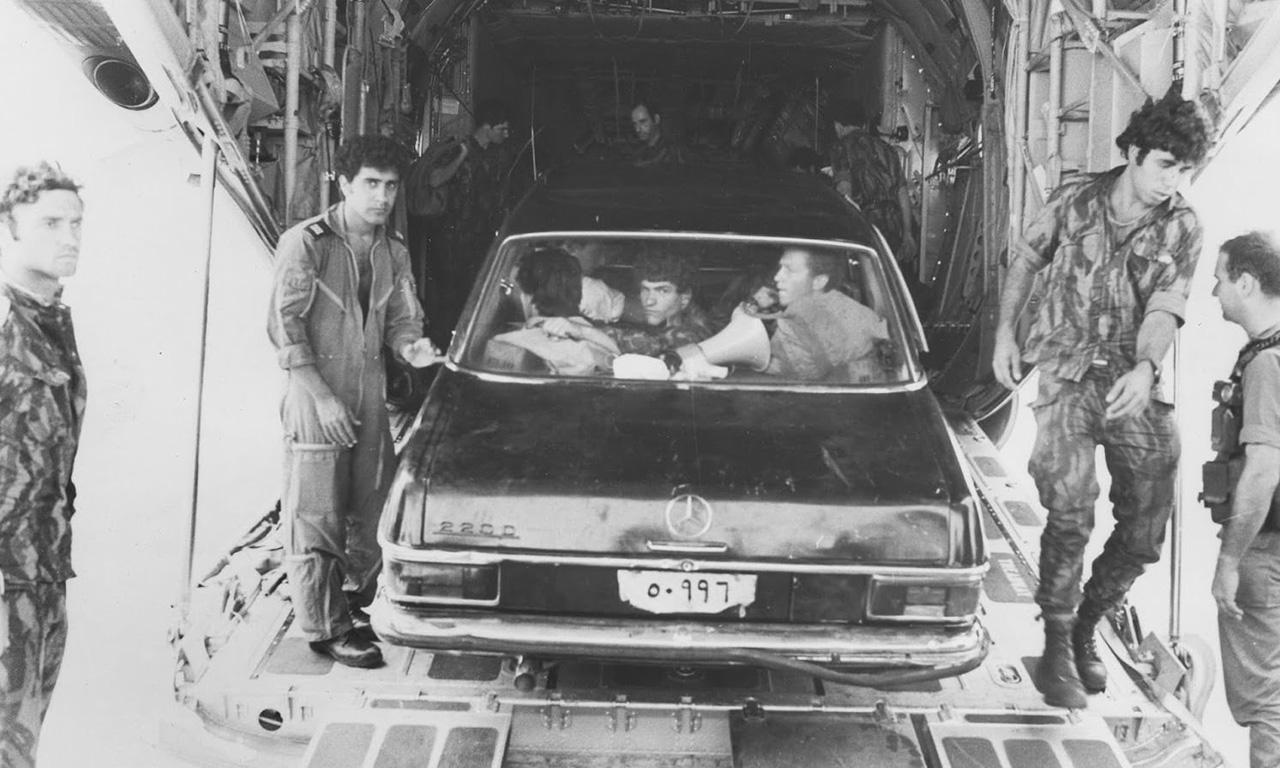
Comandos israelíes después de haber rescatado en Uganda a más de 100 rehenes (operación Entebbe).

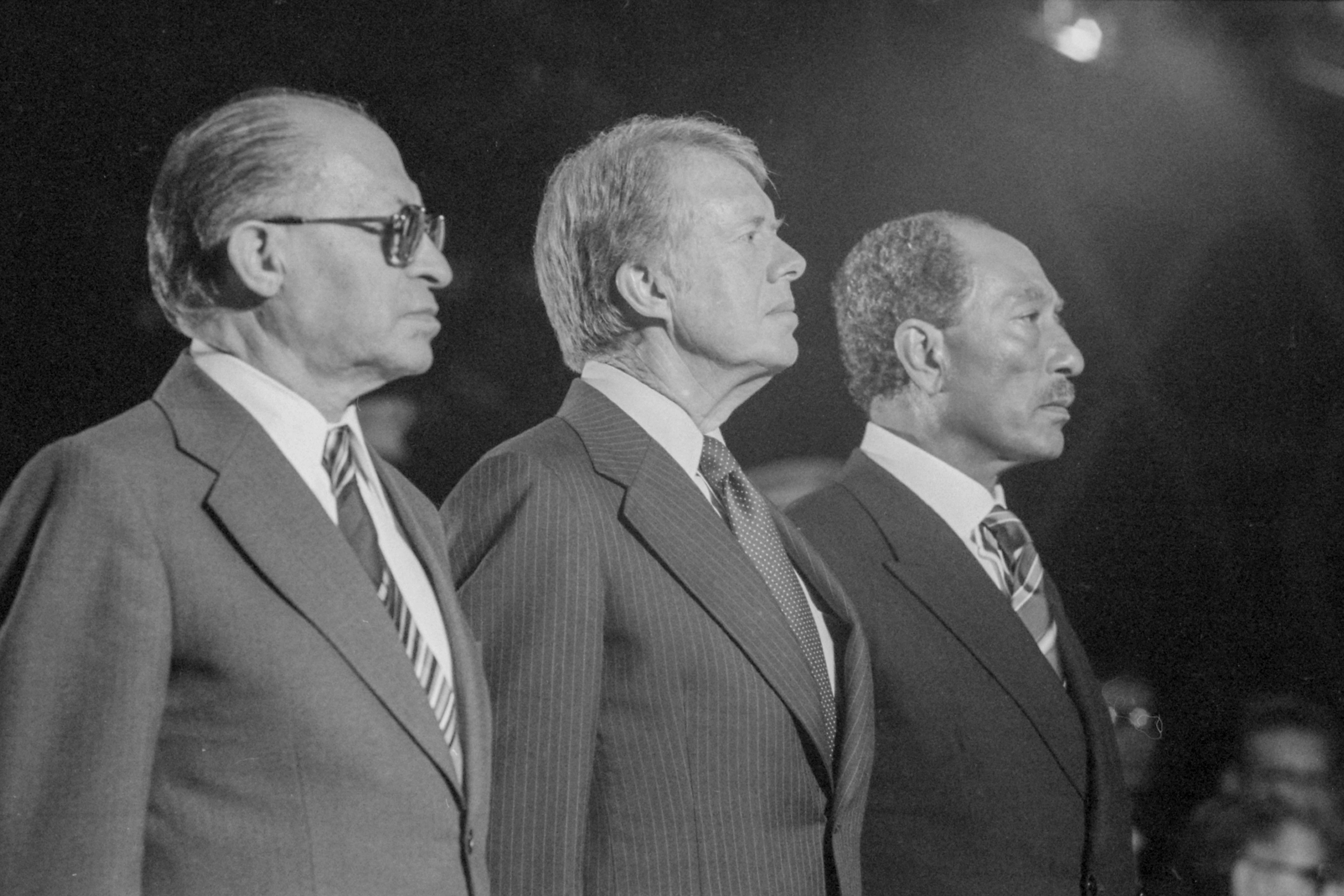
Acuerdos de paz de Camp David de 1979. De izquierda a derecha, el primer ministro de Israel Menachem Begin, el presidente estadounidense Jimmy Carter y su homólogo egipcio Anwar el-Sadat, que sería asesinado en 1981. Egipto fue el primer país árabe en reconocer el Estado de Israel y a cambio recibió la Península del Sinaí, que había estado ocupada por Israel desde 1967.

La Guerra de Yom Kipur, Guerra del Ramadán o Guerra de Octubre fue un conflicto armado entre Israel y los países árabes de Egipto y Siria que tuvo lugar durante octubre de 1973. Egipto y Siria iniciaron el conflicto para recuperar los territorios que Israel ocupaba desde la guerra de los Seis Días de 1967. Ambas partes sufrieron graves pérdidas, aunque Israel mantuvo los territorios conquistados.
El 6 de octubre de 1973, día de la festividad judía del Yom Kipur, Egipto y Siria lanzaron su ataque contra Israel. La fecha había sido escogida con cuidado ya que la mayoría de la población israelí estaba en sus casas ayunando, lo que hacía su posición defensiva más vulnerable. El ejército egipcio cruzó rápidamente el canal de Suez superando rápidamente las defensas israelíes. Al mismo tiempo, las fuerzas sirias avanzaron en los Altos del Golán. Una vez recuperada la península del Sinaí, Anwar el Sadat, presidente de Egipto, decidió parar el frente egipcio dando por buena la recuperación de su antiguo territorio. Esto permitió a Israel concentrar todas sus fuerzas en el frente norte y recuperar la iniciativa en una guerra en la que por primera vez vio como fue superado por sus enemigos árabes. Esta decisión tomada por el presidente egipcio, junto con la posterior firma de un tratado de paz con Israel, fue considerada una traición en el mundo árabe y motivaría, años más tarde, su asesinato en un desfile militar.
Superado el impacto del golpe militar y el alto número de bajas, a mediados de octubre Israel había movilizado a sus tropas y había lanzado una serie de contraataques en ambos frentes. Desplazó a los sirios de los Altos del Golán, invadió el propio país y amenazó la capital, Damasco, con la artillería, situando un grueso de tropas a 100 km; al mismo tiempo, avanzaba en la contraofensiva del Sinaí, haciendo retroceder a los egipcios más allá de sus fronteras y cruzando el Canal de Suez, situando unidades blindadas a 40 km de El Cairo.
Los países árabes, ante esta realidad, decidieron iniciar una guerra económica y embargaron el petróleo de los países que ayudaban a Israel, al mismo tiempo que reducían las ventas con el propósito de lograr un aumento de los precios. Su efecto, que pasó a la historia como la crisis del petróleo de 1973, fue una desestabilización de la economía internacional, que presionó a los EE. UU. y la URSS a alcanzar un acuerdo a través de la ONU. Tras la resolución de la ONU de 22 de octubre, se llegó a un alto el fuego el 25. Egipto comenzó a alejarse de las tesis soviéticas y acercarse a los Estados Unidos, mientras que Siria mantuvo sus posiciones vinculadas a la URSS. Ambas partes se consideraron vencedoras. A partir de este momento, Israel no confiará más en una seguridad estática, pero la aproximación de Egipto al mundo occidental favorecerá los acuerdos de Camp David tiempo después.

### Acuerdos de Camp David (1978)
La gran sensación de vulnerabilidad que causó la ofensiva egipcio-siria en la guerra de Yom Kipur empujó a Israel a comenzar a negociar unilateralmente con Egipto una paz separada que implicase la devolución de los territorios ocupados (la península del Sinaí) a cambio de un acuerdo de paz permanente y el establecimiento de relaciones colaterales. El 17 de septiembre de 1978, el presidente egipcio Anwar el-Sadat y el primer ministro israelí Menachem Begin firmaron los Acuerdos de Paz de Camp David en presencia del presidente de los Estados Unidos, Jimmy Carter. Este acuerdo supuso el primer tratado de paz de Israel con un país árabe y la aplicación por primera vez en la historia de Israel de la doctrina de paz por territorios, establecida en la resolución 242 de la ONU en 1967.
El acuerdo de paz trajo importantes ventajas a ambos países, que tuvieron que realizar importantes renuncias para llevarlo a cabo. Israel consiguió un tratado de paz definitivo con la mayor potencia árabe de la región que, una vez fuera del tablero, reducía enormemente el riesgo vital del Estado de Israel. En cambio, tuvo que devolver el territorio conquistado en 1967, incluidos varios asentamientos establecidos al norte de la península del Sinaí, lo que supuso una importante fractura política dentro del país. Del lado egipcio, el tratado de paz significó la recuperación de todo el territorio nacional perdido en la guerra de los Seis Días (la Franja de Gaza, que también había sido ocupada por Israel en dicho conflicto, no era legalmente parte de Egipto). Sin embargo, Egipto se alejó abruptamente de la "doctrina de los tres noes", establecida por la Liga Árabe en la Conferencia de Jartum en 1967, que declaraba "no a la paz con Israel, no al reconocimiento de Israel y no a las negociaciones con Israel". Esto le supuso numerosas acusaciones de traición y un importante aislamiento en la comunidad árabe durante años. Anwar el-Sadat fue especialmente señalado como traidor y murió asesinado por uno de sus guardaespaldas en El Cairo el 6 de octubre de 1981.

### Guerra del Líbano (1982)
Tras el Septiembre Negro de 1970, miles de guerrilleros palestinos son expulsados de Jordania, y la OLP decide establecer sus bases en el Líbano, desde donde comenzaron a realizar incursiones en territorio israelí para provocar atentados, manteniendo enfrentamientos directos con las fuerzas israelíes a lo largo de la frontera meridional del Líbano. En marzo de 1978, después de que un comando palestino causase la muerte de 35 civiles israelíes en un autobús, el gobierno de Menahem Begin ordena a tres brigadas del Tsahal que invadiesen unos 1000 km² del sur del Líbano, hasta el río Litani, con el objetivo de acabar con las bases de los fedayín. Antes de retirarse, tres meses después, Israel establece una "zona de seguridad" de 10 kilómetros de ancho ´sobre territorio con una población mayoriteriamente cristiano-maronita, y la deja en manos de una milicia aliada llamada Ejército del Líbano Libre (después Ejército del Sur del Líbano). A su vez, la ONU despliega una fuerza de interposición (UNIFIL) entre la "zona de seguridad" y el río Litani con la misión de velar por la desmilitarización del área. Entre 1979 y 1981, la comunidad cristiana, a través de las Falanges libanesas, establece una alianza estratégica con Israel, una vez rota la que mantenían con Siria hasta entonces.

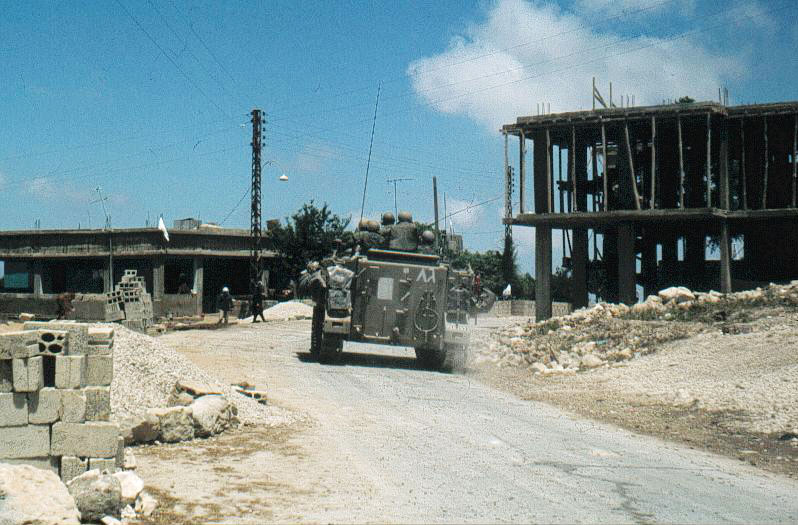
Tropas israelíes en el sur del Líbano, junio de 1982.

En junio de 1982 junto al recrudecimiento de los incidentes armados en la frontera o dentro de Israel, se produce un atentado del grupo palestino de Abu Nidal contra Shlomo Argov, el embajador israelí en Londres. Pese a que Abu Nidal era un enemigo acérrimo de Yasir Arafat y de la OLP, Israel tomó este atentado como un casus belli para la invasión del Líbano, en una operación de grandes proporciones que denominará «operación Paz para Galilea». Tres días después del atentado, el 6 de junio, un impresionante despliegue del Tsahal formado por casi 100 000 soldados (equivalente a ocho divisiones) y 1500 carros de combate, apoyados por la aviación y la marina, superaron la "zona de seguridad" y las fuerzas de la UNIFIL y profundizaron en territorio libanés. Aunque la idea declarada por el entonces ministro de Defensa, Ariel Sharón, era no superar 40 kilómetros, las fuerzas del Tsahal llegan hasta la periferia de Beirut y la carretera que la une con Damasco. El propio Sharon y Rafael Eitan señalarían con posterioridad que, pese a lo que habían afirmado públicamente en dicho momento, "el Gabinete israelí sabía por adelantado que el alcance de la operación no se limitaría a cuarenta kilómetros". Los palestinos ofrecieron una resistencia muy desigual y Siria aprovechó para reforzar sus propias unidades a la zona, añadiendo 30 000 soldados y 400 carros de refuerzo. Israel destruyó el sistema de misiles antiaéreos sirio desplegado en la Bekaa libanesa y derribó 29 de los 100 aviones cazabombarderos que Siria había enviado, en lo que supuso la mayor batalla aérea desde la guerra de Corea. El 11 de junio entró en vigor un alto el fuego impuesto por EE. UU. y exigido también por la URSS. Con la mediación estadounidense, comenzó la evacuación de casi 15 000 combatientes y burócratas de la OLP y también de algunos de los soldados sirios. Portaban su armamento ligero, en señal de capitulación honrosa: los sirios regresaron a su país por vía terrestre, y los palestinos fueron transportados a Chipre, desde donde se dispersaron por varios países (como Argelia, Yemen, Irak, Jordania o Sudán). La cúpula de la OLP, con Arafat a la cabeza, estableció su nuevo cuartel general en Túnez.
Unos días después, el Parlamento libanés, ante la nueva correlación de fuerzas, eligió como presidente al cristiano-maronita Bashir Gemayel, sustituyendo al también maronita Elias Sarkis, que había agotado su mandato. Sin embargo, antes de tomar posesión, Gemayel fue asesinado por un agente sirio, junto con otras 29 personas que se encontraban en ese momento en el cuartel general de las Falanges Libanesas en Beirut. En venganza por el asesinato, las Falanges Libanesas entraron en los campamentos de refugiados palestinos de Sabra y Chatila, provocando una masacre civil en la que murieron entre 460 y 3500 civiles palestinos. Una comisión judicial israelí del más alto nivel –la Comisión Kahan– investigó lo sucedido. Señaló a los cristianos falangistas como autores materiales de las muertes, pero imputaba a Israel una «responsabilidad indirecta» por no haberla evitado, al haberse producido los hechos bajo el control militar israelí de la ciudad. Este veredicto provocó un hondo impacto en la opinión internacional y en la propia Israel, que destituyó de su cargo al entonces ministro de Defensa, Ariel Sharon, si bien permaneció en el gabinete como ministro sin cartera. En mayo de 1983, Israel y Líbano alcanzaron un acuerdo para la retirada de las tropas israelíes. Sin embargo, el tratado de paz no llegó a ser ratificado y, en marzo de 1984, bajo presión siria, Líbano canceló el acuerdo. Ante el goteo de bajas israelíes y los constantes atentados chiíes (con un promedio de 100 al mes), Israel inició su repliegue unilateral y progresivo en 1985, dejando de nuevo la llamada "zona de seguridad" (unos 850 km²) en manos del cristiano-libanés (y proisraelí) Ejército del Sur del Líbano, con una presencia menor de tropas del Tsahal.
Finalmente, en mayo de 2000, Ehud Barak, primer ministro israelí, cumplió su promesa electoral de retirar todas las tropas israelíes del sur del Líbano, en cumplimiento de la resolución 425 del Consejo de Seguridad de la ONU, que había sido aprobada 22 años antes. La ONU verificó in situ la retirada israelí al sur de la frontera internacional. Las granjas de Shebaa, un pequeño terreno de 20 km² en la falda del monte Hermón que el ejército israelí tomó a los sirios en 1967, y que Beirut ha reclamado desde mucho antes como propio, le sirvió a Hezbolá (la milicia chií proiraní) como pretexto para mantener su hostigamiento armado contra Israel y para no aceptar la resolución 1559 del Consejo de Seguridad de la ONU, que la obligaba a desarmarse y dejar el control de la frontera en manos del ejército libanés.

### Jerusalén

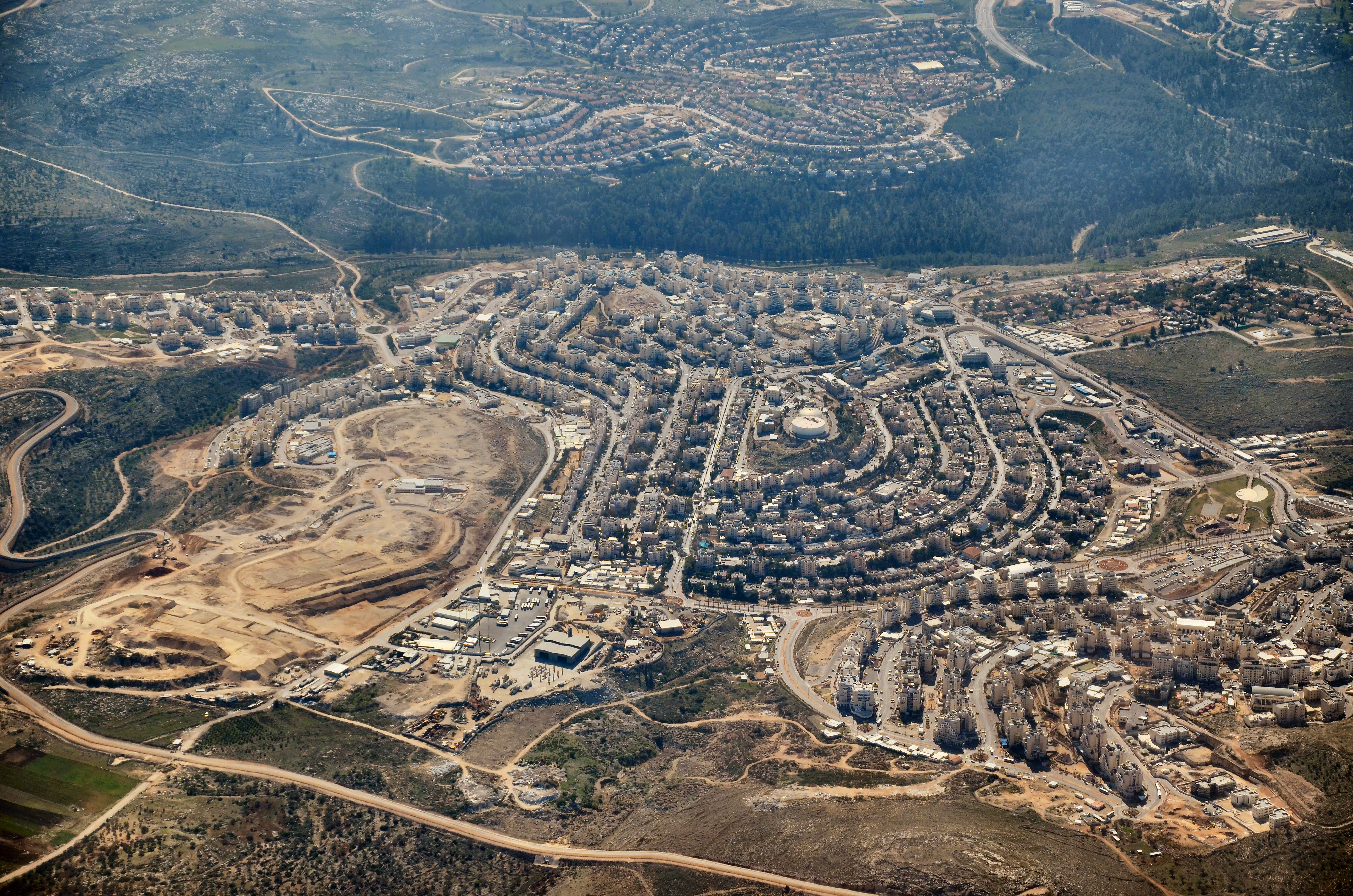
Modi'in Illit, uno de las numerosos asentamientos israelíes en Cisjordania.

El estatus de Jerusalén sigue siendo uno de los puntos de disputa claves del conflicto árabe-israelí. Israel siempre ha reclamado Jerusalén como capital religiosa y civil del pueblo judío. Los árabes, que la controlaron durante unos 700 años (638-1513), o los turcos-otomanos, que la gobernaron durante otros 400 (1513-1917), o los jordanos, que la ocuparon durante 19 años más (1948-1967), nunca le procuraron ningún estatus especial de capitalidad nacional. La resolución 181 de la Asamblea General de las Naciones Unidas estableció la partición del Mandato británico de Palestina en un Estado árabe y otro judío, pero dejó la zona de Jerusalén y Belén como un corpus separatum que habría de estar administrado por las Naciones Unidas, algo que detalló con posterioridad en su resolución 303. Sin embargo, la ciudad quedó dividida en dos partes tras la guerra árabe-israelí de 1948. La parte ponentina de Jerusalén fue proclamada capital de Israel en 1950, movimiento que no ha sido reconocido desde entonces por ningún país del mundo salvo Estados Unidos. El llamado Jerusalén Este, que incluía la Ciudad Vieja, quedó bajo control jordano. Durante la guerra de los Seis Días de 1967, Israel conquistó el Muro de las Lamentaciones de la ciudad vieja, así como el resto de la parte oriental de la ciudad que había estado bajo control jordano desde 1949, y unificó administrativamente el municipio.
En 1980, Israel promulgó la Ley de Jerusalén que declaraba a la ciudad, incluida la parte oriental y una amplia zona periférica, como «capital eterna e indivisible» del Estado de Israel. La ONU replicó con la resolución 478, que invalidaba dicha declaración de capitalidad, y aconsejó a sus miembros a que situasen sus embajadas en Tel Aviv. Solo Costa Rica y El Salvador mantuvieron, hasta agosto del 2006, sus embajadas en Jerusalén, y ambas las trasladaron a Tel Aviv tras esta fecha. En cambio, Estados Unidos trasladó su embajada a Jerusalén el 14 de mayo de 2018. Ningún país del mundo ha reconocido expresamente la soberanía israelí sobre Jerusalén Este; el reconocimiento estadounidense de la soberanía israelí sobre Jerusalén realizado en 2017 sólo se hizo de forma nominal y no establecía ninguna posición sobre fronteras dentro de la ciudad ni, por tanto, sobre Jerusalén Oriental.
Por su parte, la Autoridad Nacional Palestina reclama la parte oriental de Jerusalén (Al-Quds) como la capital del futuro Estado palestino. Desde 1964, fecha en que nació la OLP, hasta 1967, fecha en que Israel conquistó Jerusalén oriental, la OLP no planteó la cuestión de la capitalidad. En 2002, esta demanda fue ratificada por una ley firmada por Yasir Arafat..
La ONU sigue manteniendo que el estatus de Jerusalén es el de una ciudad internacional cuya soberanía debe ser resuelta en futuras negociaciones entre israelíes y palestinos, por lo que cataloga de ocupación ilegal el control israelí sobre Jerusalén Este. En el año 2000, Yasir Arafat rechazó una propuesta de paz del primer ministro Ehud Barak que, entre otros muchos puntos, incluía dejar bajo soberanía palestina el barrio musulmán y cristiano de la ciudad.
Los palestinos que habitan Jerusalén poseen un documento israelí que les permite moverse por Israel, pero no tienen derecho al voto en las elecciones nacionales salvo que opten por la nacionalidad israelí.
Desde la conquista de Jerusalén Este y el resto de Cisjordania en 1967, Israel ha expropiado y comprado terrenos para crear nuevos asentamientos judíos en Jerusalén Oriental con la intención de consolidar la presencia judía en todo el municipio.

### Primera Intifada (1987-1993)
El 9 de diciembre de 1987, un vehículo militar israelí se vio involucrado en un accidente en Gaza el que murieron cuatro palestinos. Después de 20 años de ocupación militar israelí, los palestinos comenzaron a desafiar a las tropas israelíes. De una manera espontánea e inesperada tanto para las autoridades militares israelíes como para los líderes palestinos en el exilio, la población palestina comenzó a organizar actos de desobediencia civil contra la ocupación israelí que incluían huelgas, manifestaciones y otros actos de protesta. La Intifada supuso la agrupación de todos los sectores palestinos bajo un mando central, politizando a toda la sociedad palestina. La Primera Intifada puso de relieve a nivel internacional la ocupación israelí de Palestina y dejó imágenes icónicas del conflicto, como la de los jóvenes palestinos lanzando piedras a los carros de combate israelíes. Por su parte, Israel desplegó unos 80 000 soldados en los territorios ocupados y recurrió a tácticas tales como los arrestos masivos, las deportaciones, los toques de queda y la detención administrativa.
El contexto internacional también tuvo un peso importante en el devenir de este levantamiento popular: el estallido de la guerra del Golfo en 1990, en la que Israel se posicionó del lado de Kuwait mientras que el mando palestino apoyó a Irak, o la disolución en 1991 de la URSS, una superpotencia que había dado en las últimas décadas su apoyo a la causa palestina, supusieron un duro golpe a las aspiraciones palestinas. Algunos historiadores datan el fin de la Primera Intifada en 1991, con la Conferencia de Madrid, mientras que otros lo llevan hasta 1993, con los Acuerdos de Oslo. En cuanto a la cifra de víctimas, la Primera Intifada dejó un saldo de 1962 palestinos y 277 israelíes muertos.

### Los Acuerdos de Oslo

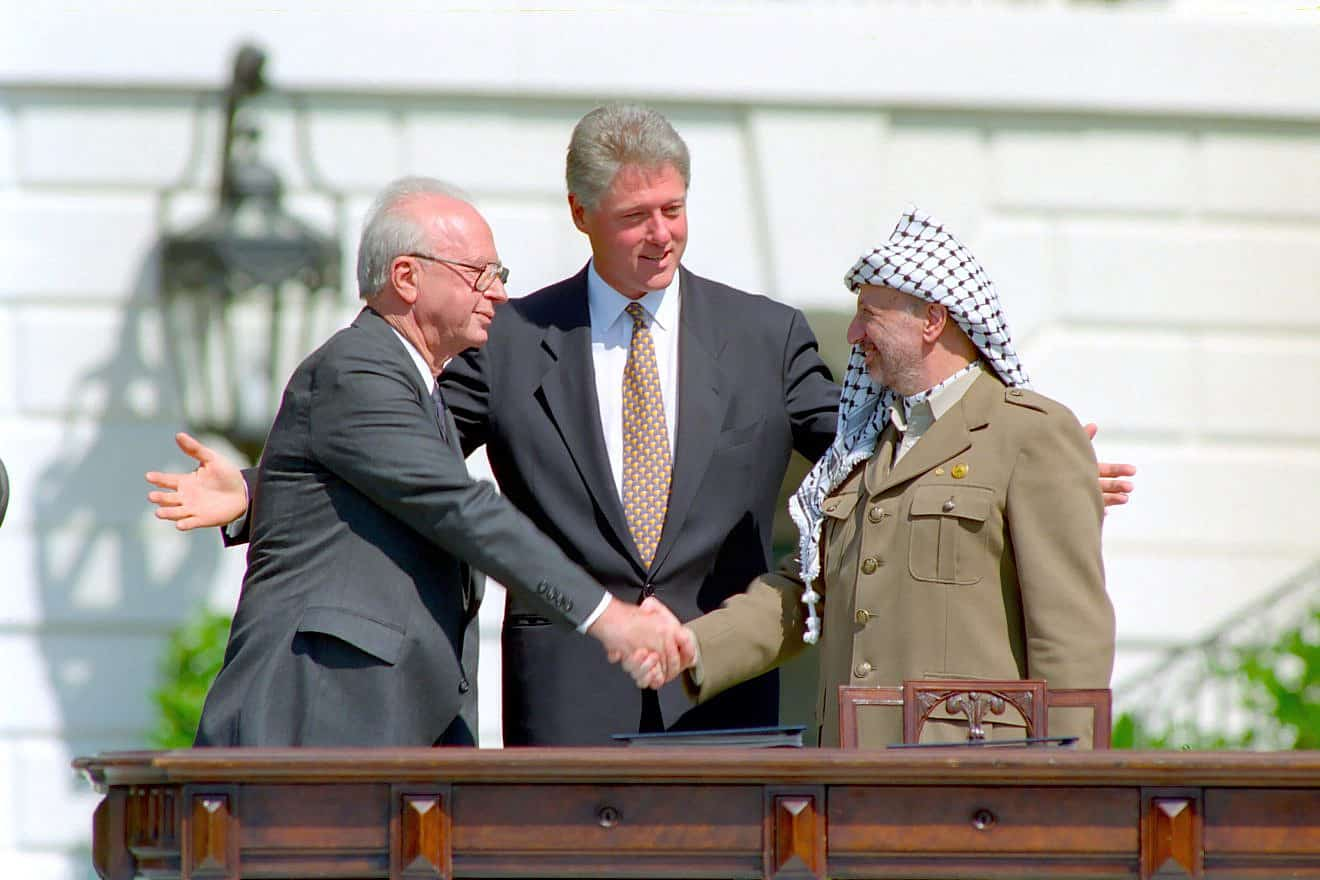
Acuerdos de Oslo, 13 de septiembre de 1993. A a izquierda el entonces primer ministro israelí Isaac Rabin (asesinado dos años después), en el centro el presidente estadounidense Bill Clinton y a la derecha el líder palestino Yasir Arafat (muerto en 2004).

En 1991 se realizó la Conferencia de la Paz en Madrid con la participación de Líbano, Siria, Israel, Egipto y una delegación palestino-jordana. En esta conferencia se logró acordar el establecimiento de futuras negociaciones. En septiembre de 1993 se firmaron los Acuerdos de Oslo, que supusieron un hito histórico en tanto que implicaban el reconocimiento del Estado de Israel por parte del mando palestino y el reconocimiento de la OLP por parte de Israel. Por este motivo, el primer ministro israelí, Isaac Rabin, su ministro de Asuntos Exteriores Shimon Peres, y el presidente de la OLP Yasir Arafat fueron galardonados con el Premio Nobel de la Paz en 1994. Sin embargo, para conseguir algo así, los Acuerdos de Oslo tuvieron que dejar para futuras negociaciones los aspectos más espinosos del conflicto palestino-israelí: los asentamientos israelíes en territorio palestino, el estatus de Jerusalén, la demarcación definitiva de fronteras y el derecho de retorno de los refugiados palestinos.
Los Acuerdos de Oslo preveían devolver a los palestinos la mayor parte del territorio ocupado en 1967, en la guerra de los Seis Días, y para tal efecto desarrollaron una división de Cisjordania en tres áreas de control: el área A, de control militar y administrativo palestino; el área B, de control militar israelí y control administrativo palestino; y el área C, que supone más del 60 % del territorio, de pleno control israelí. Se establecieron una serie de fechas para el repliegue de las fuerzas israelíes de los territorios ocupados, con Gaza y Jericó como las primeras ciudades de la historia de Palestina que pasaron a estar controladas por una administración palestina. Se estableció la Autoridad Nacional Palestina como el órgano administrativo que ejercería el control sobre ocho áreas autónomas alrededor de las ciudades palestinas más importantes.
Sin embargo, una serie de problemas llevaron al fracaso de los Acuerdos de Oslo. En primer lugar, se trataba de un acuerdo general y ambiguo del que aún quedaba mucho por desarrollar y que no establecía mecanismos claros para forzar a alguna de las partes a cumplir con sus compromisos. Pese a que los Acuerdos de Oslo especificaban que "ningún bando tomará iniciativas o pasos que cambien el statu quo de Cisjordania o la Franja de Gaza hasta que se alcance un acuerdo en las negociaciones sobre un estatus permanente", Israel continuó con el establecimiento ilegal de colonos judíos en los territorios que deberían haber sido devueltos a la Autoridad Nacional Palestina para el futuro establecimiento de un Estado palestino. Por su parte, distintas organizaciones armadas palestinas continuaron con sus ataques terroristas contra la población civil israelí. Los numerosos retrasos y cancelaciones de los pasos acordados en el calendario de retirada israelí llevaron al estancamiento del proceso de paz y al descrédito de los Acuerdos de Oslo, cuya imagen se había deteriorado enormemente entre la población palestina hacia el final de la década.

### Segunda Intifada (2000-2005)

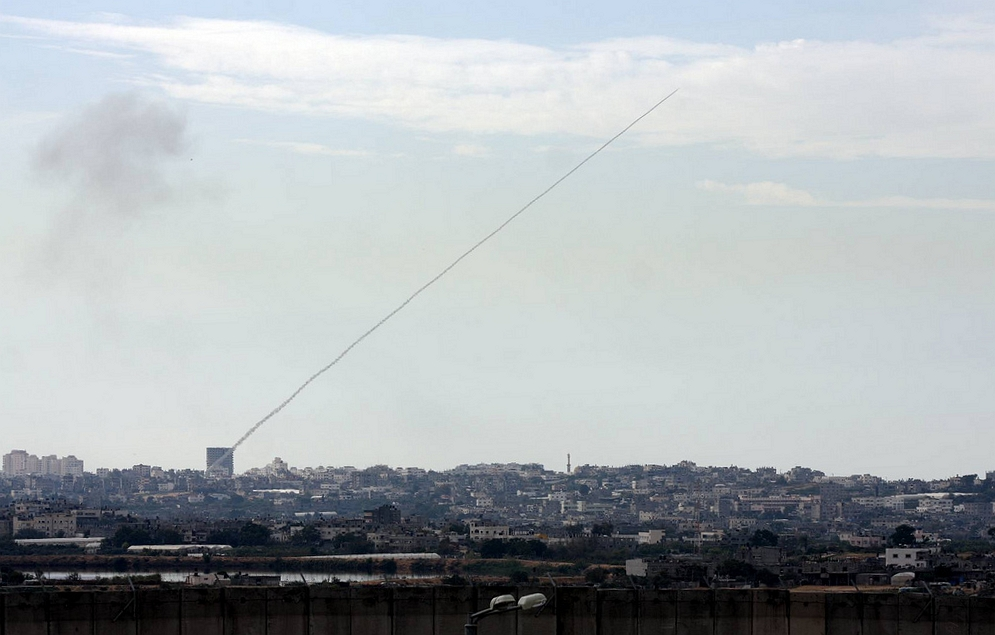
Lanzamiento de un cohete Katiusha desde un área civil en Gaza dirigido al sur de Israel. Israel ha realizado varias intervenciones en Gaza alegando responder a los ataques de los palestinos.

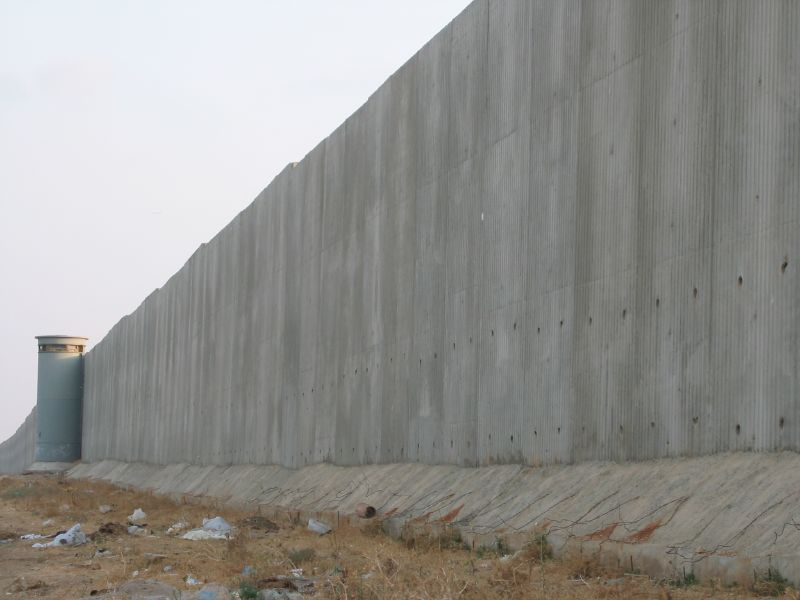
Muro construido por Israel en su frontera con Cisjordania.

El entonces jefe de la oposición israelí, Ariel Sharón, visitó la zona exterior del recinto de la Cúpula de la Roca y la Mezquita de Al-Aqsa, en septiembre de 2000, en pleno debate sobre el futuro de Jerusalén pero con el permiso del jefe de la seguridad palestina en Cisjordania, lo que provocó algunos incidentes y choques con palestinos, pues fue visto por la población palestina como una gravísima provocación. Al día siguiente, en la plegaria del viernes, con la tensión entre ambas poblaciones en aumento, cientos de jóvenes musulmanes apedrearon desde la Explanada de las Mezquitas a los judíos congregados ante el Muro. La policía israelí reaccionó, extendiéndose los incidentes por toda la parte árabe de Jerusalén. Se ha venido sosteniendo que la Segunda Intifada se inició a raíz de estos hechos, aunque una comisión al efecto, la llamada Comisión Mitchell descartó esta posibilidad, asegurando que la violencia palestina hubiese estallado de cualquier forma como producto de la negativa de Arafat de aceptar las propuestas israelíes de Camp David. En concreto, Bill Clinton y Ehud Barak, entonces primer ministro de Israel, propusieron una serie de concesiones que no fueron aceptadas por el "rais" palestino, al no contemplarse el derecho de retorno de los refugiados palestinos, derecho reconocido por la ONU en 1948 y principal motivo del nacimiento de la OLP. La negativa de Arafat provocó la reacción de la población palestina de los territorios ocupados en respuesta a la propuesta de ambos presidentes.
Como respuesta a este ataque, y al cada vez más deteriorado y empantanado proceso de paz, Israel ocupa de nuevo algunos de los territorios que había liberado durante horas o semanas. En esta intifada, se comienza a generalizar el uso de las bombas suicidas. Los blancos de estos ataques suicidas fueron lugares frecuentados por los civiles israelíes como centros comerciales, restaurantes y las redes de transporte público.
En respuesta a los ataques suicidas de las organizaciones armadas palestinas, las autoridades israelíes pusieron en práctica los asesinatos extrajudiciales contra dirigentes palestinos vinculados a actividades terroristas. Estas muertes son conocidas por los israelíes como asesinatos selectivos, un eufemismo popularizado por algunos medios de comunicación, y que, en opinión de sus críticos, constituyen una violación de la Convención de Ginebra, que señala en su punto 1d que este tipo de crímenes "están y se mantendrán prohibidos en cualquier tiempo y lugar las ejecuciones, sin previo juicio de una corte oficialmente constituida y asumiendo todas las garantías judiciales reconocidas como indispensables en los países civilizados". Este artículo se aplica a toda persona que "no tome parte activa en las hostilidades, incluyendo miembros de fuerzas armadas que hayan abandonado sus armas" y aquellas personas "fuera de combate por enfermedad, heridas, detención o cualquier otra causa". Sin embargo, Israel arguye que los objetivos seleccionados y abatidos son parte activa en las hostilidades, ya que son los planificadores o instigadores de actividades terroristas dentro del territorio israelí.
En 2006, la situación es ambivalente: por un lado se ha completado el Plan de retirada unilateral israelí de la Franja de Gaza, lo cual, lejos de calmar la situación, fue aprovechado por los árabes como punto estratégico para los ataques terroristas con cohetes Qassam contra las poblaciones fronterizas israelíes como Sederot. Por otro lado, Israel mantiene el control fronterizo, lo que dificulta los viajes al exterior de los palestinos, y vigila de forma estricta el movimiento entre las ciudades palestinas (hay desplegados más de 90 puntos de control en las carreteras). Los palestinos no residentes en Jerusalén tampoco pueden ingresar en la ciudad.

### Guerra del Líbano de 2006

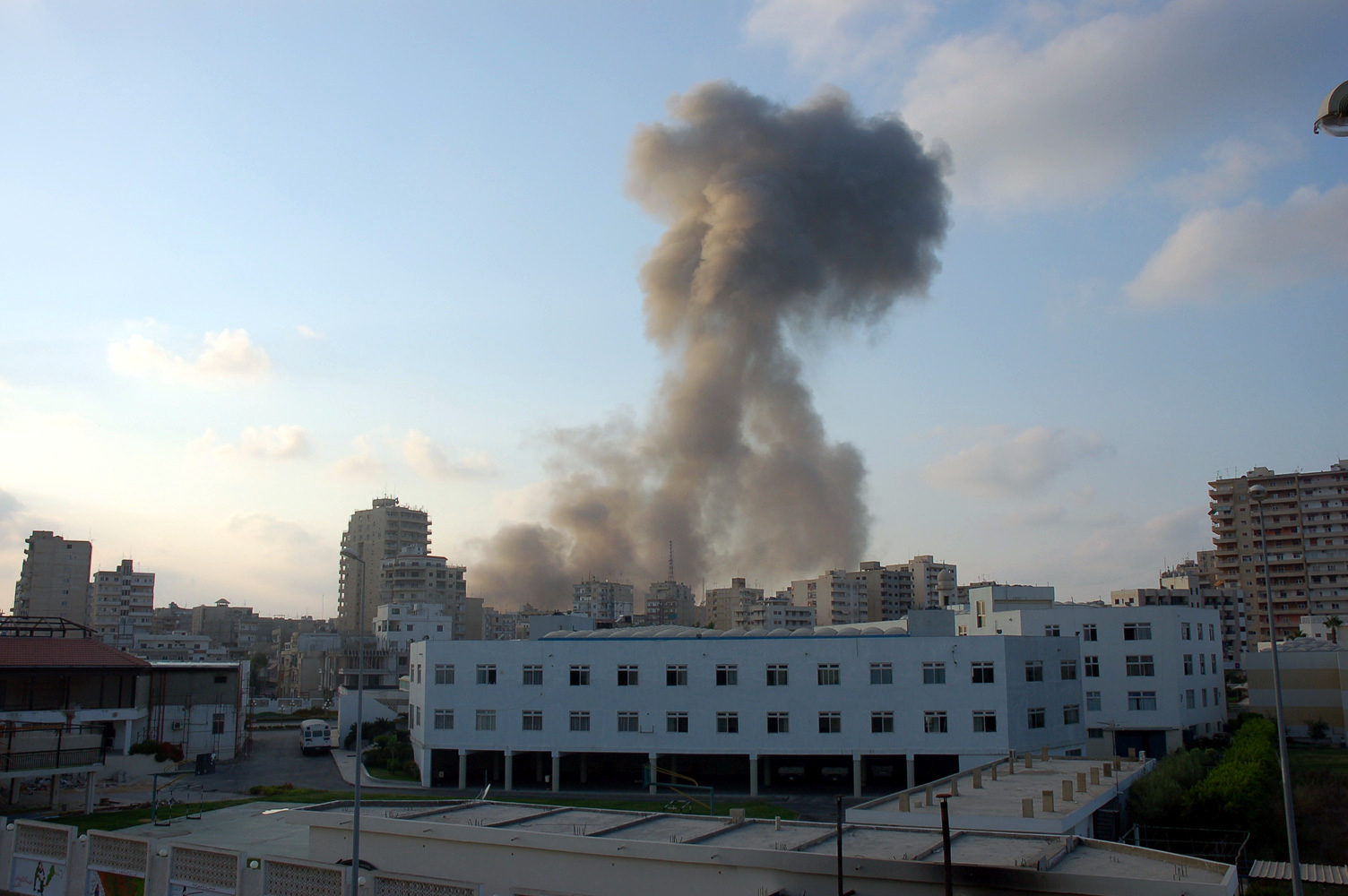
Bombardeo israelí de la ciudad de Tiro, en el sur de Líbano, en julio de 2006.

En julio de 2006, un grupo de combatientes de Hezbolá cruzó la frontera de Líbano hacia Israel, atacó y tomó a dos soldados israelíes como rehenes. En una fallida incursión de rescate, ocho soldados israelíes murieron en una emboscada organizada por Hezbolá. Este grupo exigió la liberación de los presos libaneses en Israel a cambio de la liberación de los soldados capturados, algo a lo que Israel se negó. Se desencadenó así la guerra del Líbano de 2006, que causó gran destrucción en el Líbano. Un alto el fuego patrocinado por la ONU (Resolución 1701) entró en vigor el 14 de agosto de 2006, terminando oficialmente el conflicto. El conflicto causó la muerte de más de mil libaneses y más de 150 israelíes, dañó enormemente las infraestructuras civiles libanesas y desplazó a aproximadamente un millón de libaneses y a entre 300 000 y 500 000 israelíes, aunque la mayoría pudo regresar a sus hogares. Después del alto el fuego, algunas partes del sur del Líbano permanecieron inhabitables debido a las bombas de racimo israelíes sin explotar. Se desplegó la Fuerza Provisional de las Naciones Unidas para el Líbano.

### Conflicto en la Franja de Gaza de 2008-2009
A finales de diciembre de 2008 finalizó la tregua entre Hamás y el ejército israelí en la Franja de Gaza. Israel lanzó su primer ataque en la Franja de Gaza el 27 de diciembre de 2008, como represalia contra Hamás por el lanzamiento de cohetes desde Gaza hacia Israel. El alto al fuego se decretó el 18 de enero de 2009, cuando Israel y Hamás declararon un cese de las operaciones militares. A pesar de esto, proyectiles y cohetes continuaron siendo disparados desde Gaza hacia los centros de población civil israelí, mientras que las Fuerzas de Defensa de Israel continuaron con sus ataques sobre la Franja de Gaza.

### Ataque a la flotilla de Gaza de 2010

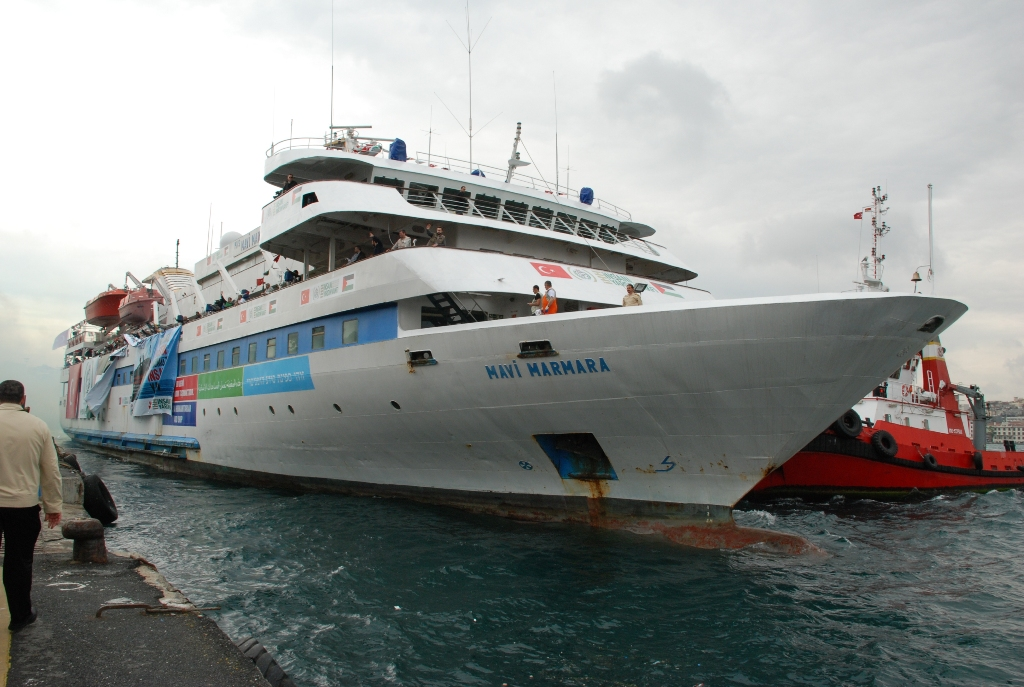
El MV Mavi Marmara partiendo de Antalya con rumbo a Gaza el 22 de mayo de 2010. Fue uno de los buques abordados.

Con el nombre de ataque a la flotilla de Gaza se conoce popularmente un violento incidente ocurrido el 31 de mayo de 2010, cuando la Marina de Israel abordó una flotilla de seis embarcaciones de la organización pro-palestina Free Gaza (denominada «Flota de la Libertad») en aguas internacionales del mar Mediterráneo. Los comandos israelíes mataron a nueve activistas e hirieron a más de una treintena de personas. Uno de los heridos, que estuvo en coma durante cuatro años, falleció en mayo de 2014, lo que elevó la cifra de víctimas mortales a 10.

### Operación Pilar Defensivo (2012)

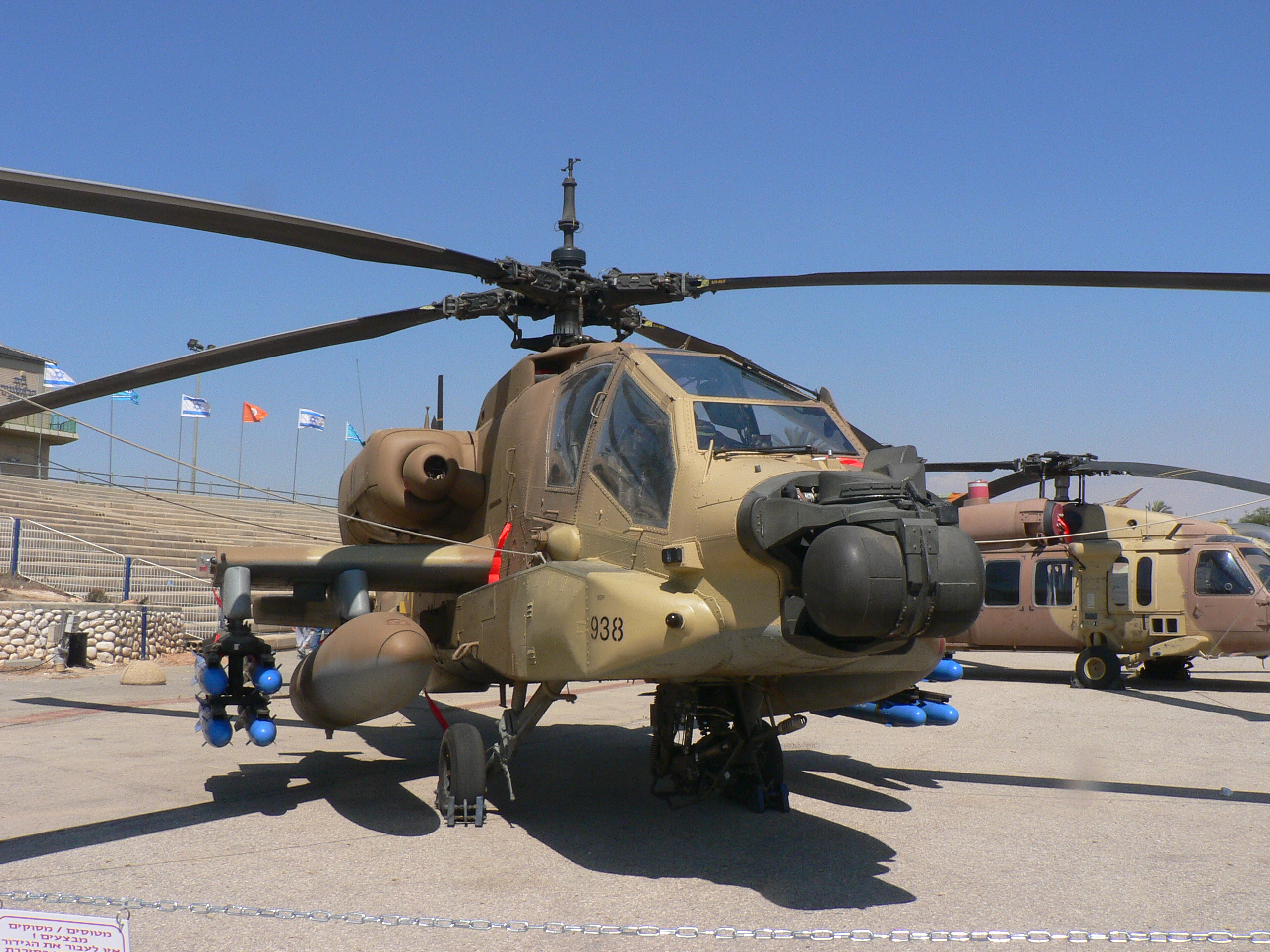
Un helicóptero AH-64 Apache israelí, usado como plataforma para disparar misiles guiados contra objetivos palestinos en el marco de la política de asesinatos selectivos contra militantes y figuras políticas.

El 13 de noviembre caen dos obuses sirios en los altos del Golán en el norte de Israel además de La actual escalada -iniciada el sábado 10 de noviembre por la tarde con el misil palestino contra un jeep que patrullaba en la frontera con Gaza (cuatro soldados heridos) y los 120 misiles y cohetes contra el sur del país disparados por el grupo islamista Hamás y otras facciones armadas de Gaza, en respuesta a esos ataques, el 14 de noviembre de 2012 Israel declara la guerra a la Franja de Gaza, lanzando una ofensiva con misiles y bombardeos a ciudades de Gaza, dejando seis muertos, entre ellos el comandante Azedín Al Qasem, y decenas de heridos.
En pleno conflicto, el día 23 de octubre el emir de Catar Hamad bin Jalifa al Thani realiza una visita relámpago a la zona de Gaza, la primera de un jefe de Estado desde que en el año 2007 Hamás tomara el poder. Esta visita inquieta especialmente a las autoridades israelíes que ven en el emir una fuente de financiación para el Gobierno de Hamás. La respuesta de Israel no se hace esperar, realizando ataques selectivos desde el día 24 de octubre, hasta el día 10 de noviembre.
Tras algunos días de relativa tranquilidad Israel lanza su ataque más hiriente: el día 14 de noviembre asesina a Ahmed Yabari, miembro del Gobierno de Hamás y máximo responsable militar de Hamás. De esta forma muere uno de los mandatarios más influyentes de Hamás, convirtiéndose en el asesinato de un político más importante desde el año 2008. Este fue el punto de inflexión que ocasionó la escalada de violencia, al considerarse a partir de ese momento como un acto de guerra, con todas sus consecuencias.
Hamás suscita ciertas simpatías en su entorno, como por ejemplo la del primer ministro egipcio Hisham Kandil, que visita al día siguiente la Franja de Gaza, manifestando su apoyo al Gobierno de Hamás. Este movimiento estratégico es especialmente significativo y clarifica la posición egipcia con respecto al conflicto palestino tras la revolución en el marco de la “Primavera Árabe”. La alianza egipcia-palestina inquieta especialmente a las autoridades israelíes, ya que Egipto sí cuenta con un ejército profesional y una considerable potencia de fuego. De la misma manera se airean los recuerdos de la guerra de Yom Kipur en 1973, guerra relámpago en la que las tropas egipcias y sirias invadieron parte del territorio israelí adquirido en el marco de la guerra de los Seis Días en 1967 (En este conflicto, Israel realizó una contraofensiva implacable, llegando a invadir territorio egipcio. Las tropas israelíes se detuvieron a 100 km de El Cairo tras firmarse el alto el fuego).
En este contexto, y hasta la firma de un alto el fuego el 21 de noviembre de 2012, se contabilizaron innumerables ataques desde ambos lados. Cabe destacar el impacto de dos cohetes palestinos en Jerusalén, que no recibía impactos desde 1991, y tres en Tel Aviv y su área metropolitana, dos ciudades que gozaban de cierta seguridad ante ataques palestinos. Los cohetes no produjeron daños materiales ni humanos en Jerusalén, al caer en una zona yerma de las afueras. En Tel Aviv, el primero no causó ningún daño, el segundo fue interceptado por el sistema Iron Dome y el tercero causó daños en un edificio residencial de las afueras dejando dos heridos leves.
Según datos publicados por la Organización Mundial de la Salud el 22 de noviembre, el conflicto arrojó un balance de 165 muertos palestinos, de los cuales 42 (26 %) son niños, y 1269 heridos, de los que 431 (34 %) son niños. Según declaración del secretario general de la ONU el 21 de noviembre, del lado israelí se contabilizaron cuatro muertos y 219 heridos, la mayoría civiles, tres de ellos de gravedad. Un soldado israelí murió y 16 resultaron heridos, uno de gravedad que falleció posteriormente.

#### Guerra de Gaza 2014
En 2011 y 2012 continuó el lanzamiento de cohetes por parte de Hamás (Ataques terroristas contra Israel), así como las represalias de Israel (Operación Pilar Defensivo).

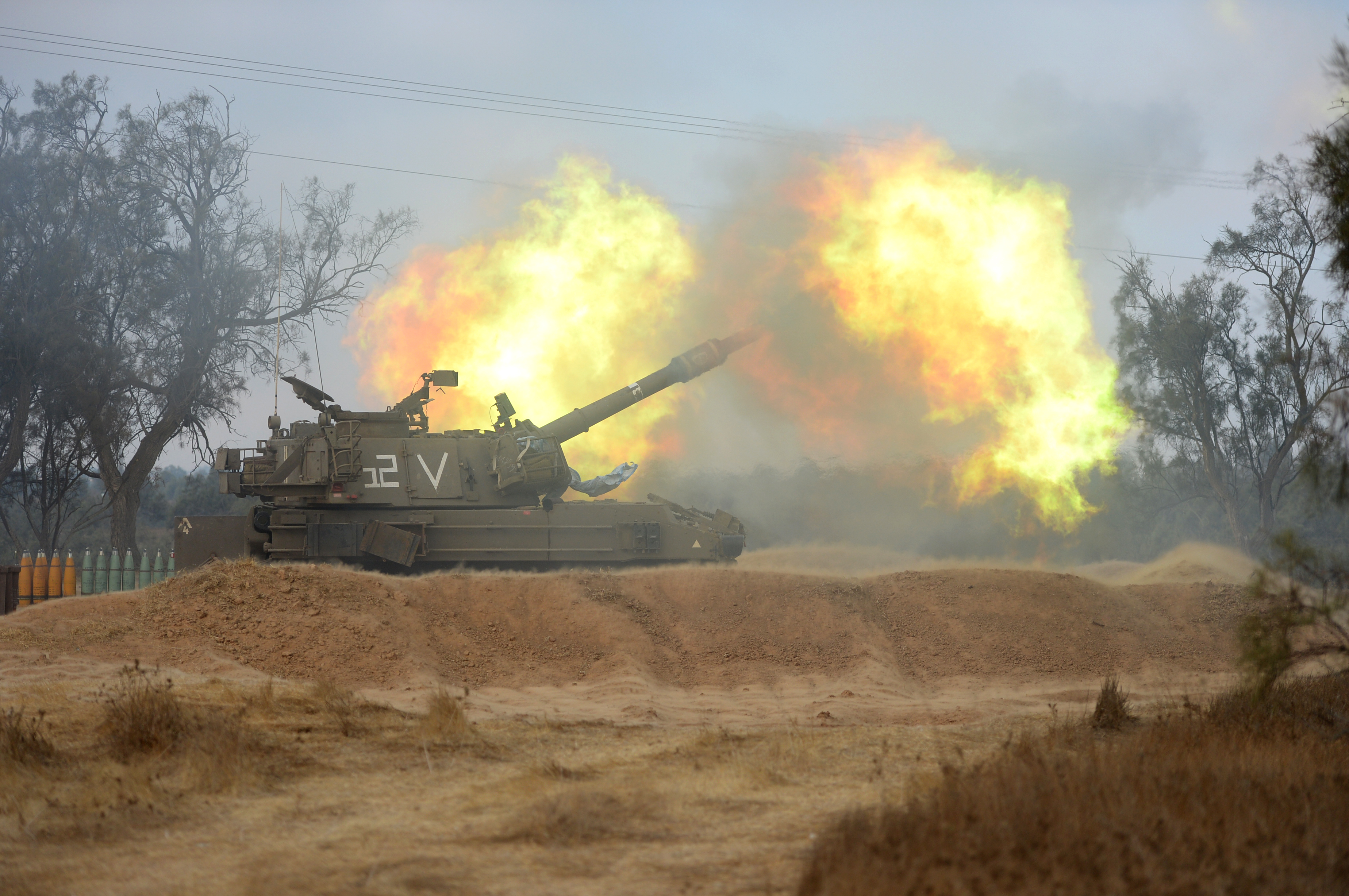
Artillería israelí en Gaza, 24-jul-2014

En 2014 Hamás asesinó a de tres adolescentes israelíes. Esto provocó que Israel interviniera de nuevo en Gaza (Operación Margen Protector), con bombardeos y ataques sobre la Franja de Gaza y posterior acción terrestre. UNRWA denunció dos veces la utilización de sus escuelas como almacén de cohetes. Israel bombardeó dos de las escuelas, causando al menos 30 fallecidos. entre ellos había empleados de la UNRWA, así como mujeres y niños. Paralelamente se produjo la tortura y asesinato de un adolescente palestino, por tres extremistas israelíes.

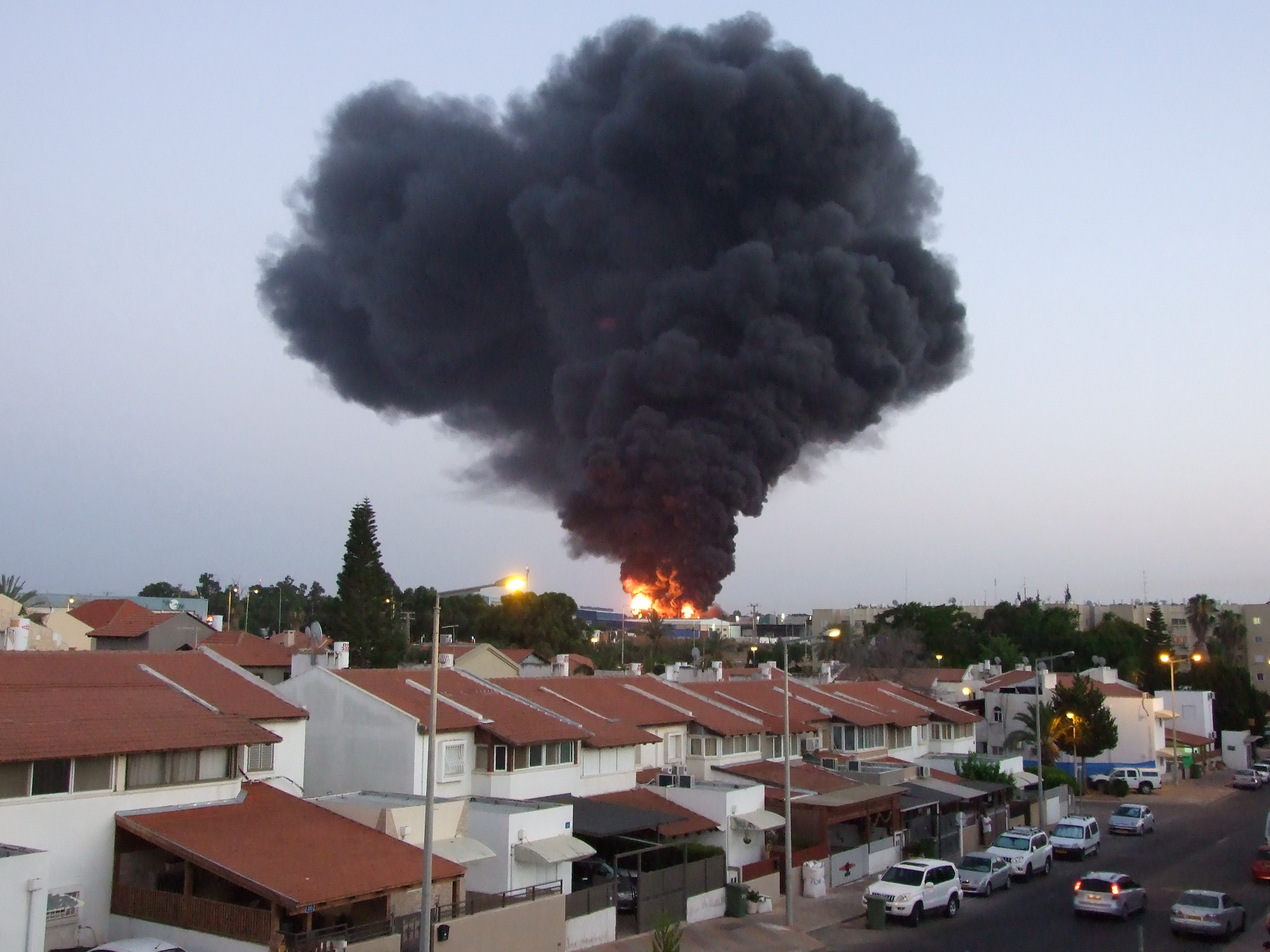
Impacto de un cohete de Hamás en una fábrica en Sderot, 28-jun-2014

EE. UU. renovó decididamente el apoyo que venía prestando a Israel. Del mismo modo también obtuvo apoyo de Reino Unido, además del despliegue de 100 soldados británicos.
El resultado de víctimas fue de 2.251 muertos palestinos (1.462 civiles, 551 niños y 299 mujeres). Las bajas israelíes ascendieron a 66 militares y 5 civiles.
También fueron dañadas 118 instalaciones de UNRWA, incluyendo 83 escuelas y 10 centros de salud. en total 12.600 casas fueron totalmente destruidas y casi 6500 seriamente dañadas. Unos 150.000 módulos de alojamiento quedaron inhabitables. El conflicto tenía una 500.000 personas desplazadas en su peor momento. Cuando se producen desplazados dentro de Gaza solo se pueden desplazar, para refugiarse, a otra zona dentro de la Franja. Por esta causa, últimamente ha recibido el apodo de "La mayor cárcel del mundo".

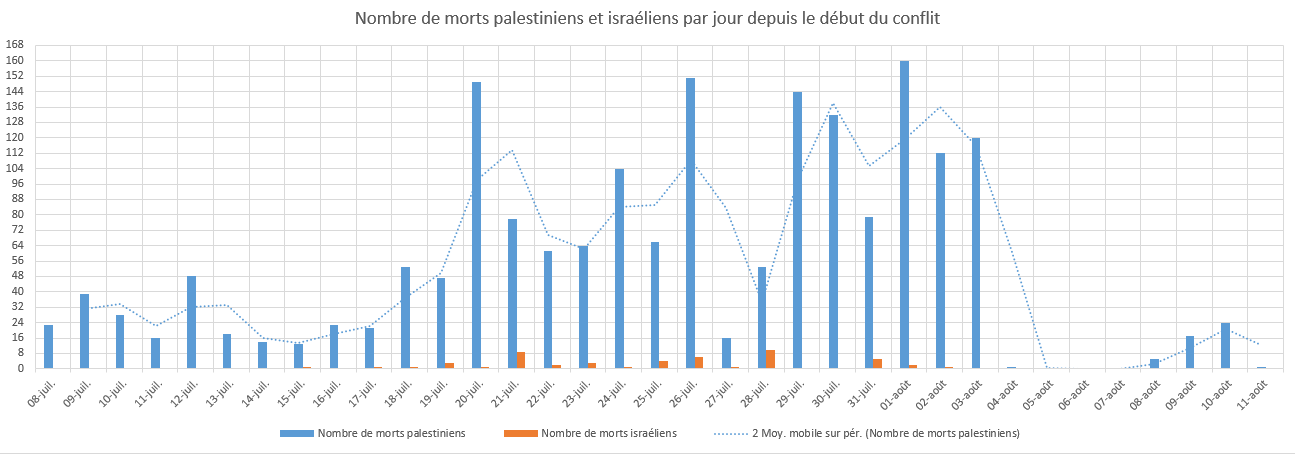
Bajas diarias israelíes y palestinas

Se debe tener en cuenta que la Franja de Gaza es una región de 50 x 11 km, con la mayor densidad de población del mundo. Cualquier instalación militar se mezcla con las civiles. Además de que ha quedado demostrado que Hamás utiliza instalaciones civiles para sus actividades y almacenes de armamento.
La Corte Penal Internacional abrió, en 2021, una investigación por supuestos Crímenes de Guerra durante este conflicto.

#### Conflicto Franja de Gaza - Israel 2021
En 2020, continuaron los desahucios de hogares palestinos, que Israel aceleraría al fin de la administración de Trump. También se mantenía la "mano dura de Israel" en los controles de acceso a la ciudad vieja de Jerusalén, lo que se unió a las restricciones por la pandemia de COVID-19. Por esto ya hacía tiempo que se estaba elevando la tensión y protestas de los palestinos.

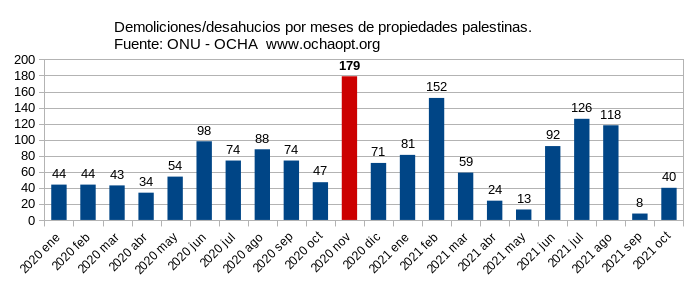
Demoliciones/desahucios de edificios palestinos por meses. Influencia fin periodo Trump. Fuente: OCHA

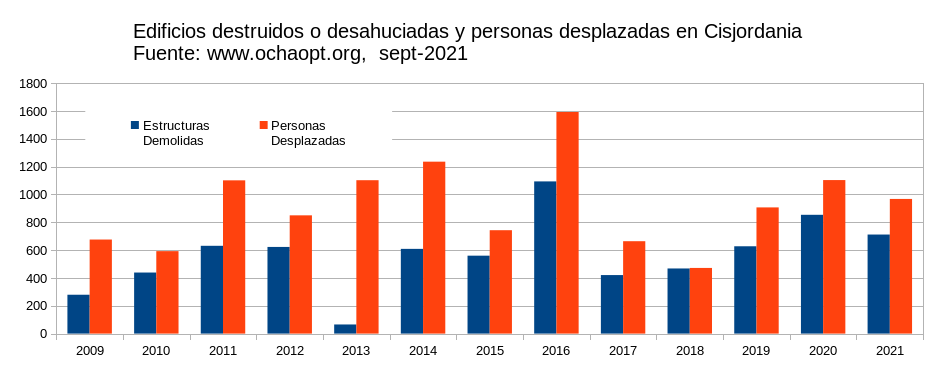
Desahucios y desplazados en Cisjordania por años. Fuente: OCHA

Los judíos celebraban como todos los años la toma de Jerusalén Antigua en la guerra de 1967, con marchas por los barrios palestinos. Coincidiendo en 2021 con el mes de Ramadán, cientos de ultraderechistas israelíes se dirigieron hacia la ciudad vieja de Jerusalén al grito de “¡muerte a los árabes!”. Esto desencadenó protestas, el 22 de abril, de más de un centenar de palestinos, que terminaron en enfrentamientos con la policía. El 10 de mayo hubo otro enfrentamiento en el que resultaron heridos 300 palestinos en la Mezquita de Al-Aqsa. Hamás comenzó a lanzar miles de cohetes desde la Franja de Gaza hacia Israel, a lo que Israel respondió con bombardeos sobre la franja de Gaza. Desde el sur del Líbano también se lanzaron 6 cohetes contra Israel, a lo que Israel respondió también con bombardeos. El resultado fue de 13 muertos y 333 heridos civiles en Israel. Por el lado árabe fue la muerte de 253 palestinos, 1 libanés, y 199 heridos.
Ataques de Hamás a Israel de 2023 y guerra de Israel-Gaza de 2023
El ataque sorpresa comenzó temprano en la mañana con una andanada de al menos 5000 cohetes contra Israel y con varias oleadas de incursiones hacia su territorio. Los milicianos palestinos traspasaron la barrera Gaza-Israel, atacaron y capturaron bases militares y masacraron a civiles en las comunidades israelíes vecinas, principalmente kibutzim, así como en un festival de música. Los milicianos también tomaron como rehenes tanto a soldados como a civiles, incluidos mujeres y niños, a los que trasladaron a la Franja de Gaza. 
- Siria (2023-2024)

Insurgencia en Cisjordania
Frente de Irak y Siria
}}
}}
| lugar = Franja de Gaza y sus alrededores, Israel, Cisjordania y Líbano 
| estado = En curso
| casus = Ataque sorpresa de Hamás contra Israel
En Siria:

### Guerra civil siria (2011-presente)
Desde 2012 ha habido algunos enfrentamientos en los Altos del Golán entre Israel y Siria, en el marco de la guerra civil siria. Sin embargo, esta escalada de tensiones llegó a su punto álgido el 5 de mayo de 2013, cuando se especuló que Israel bombardeó un cargamento de armas iraníes en Siria con destino al Hezbolá en Líbano.

### Conflicto contra Irán (1979-presente)

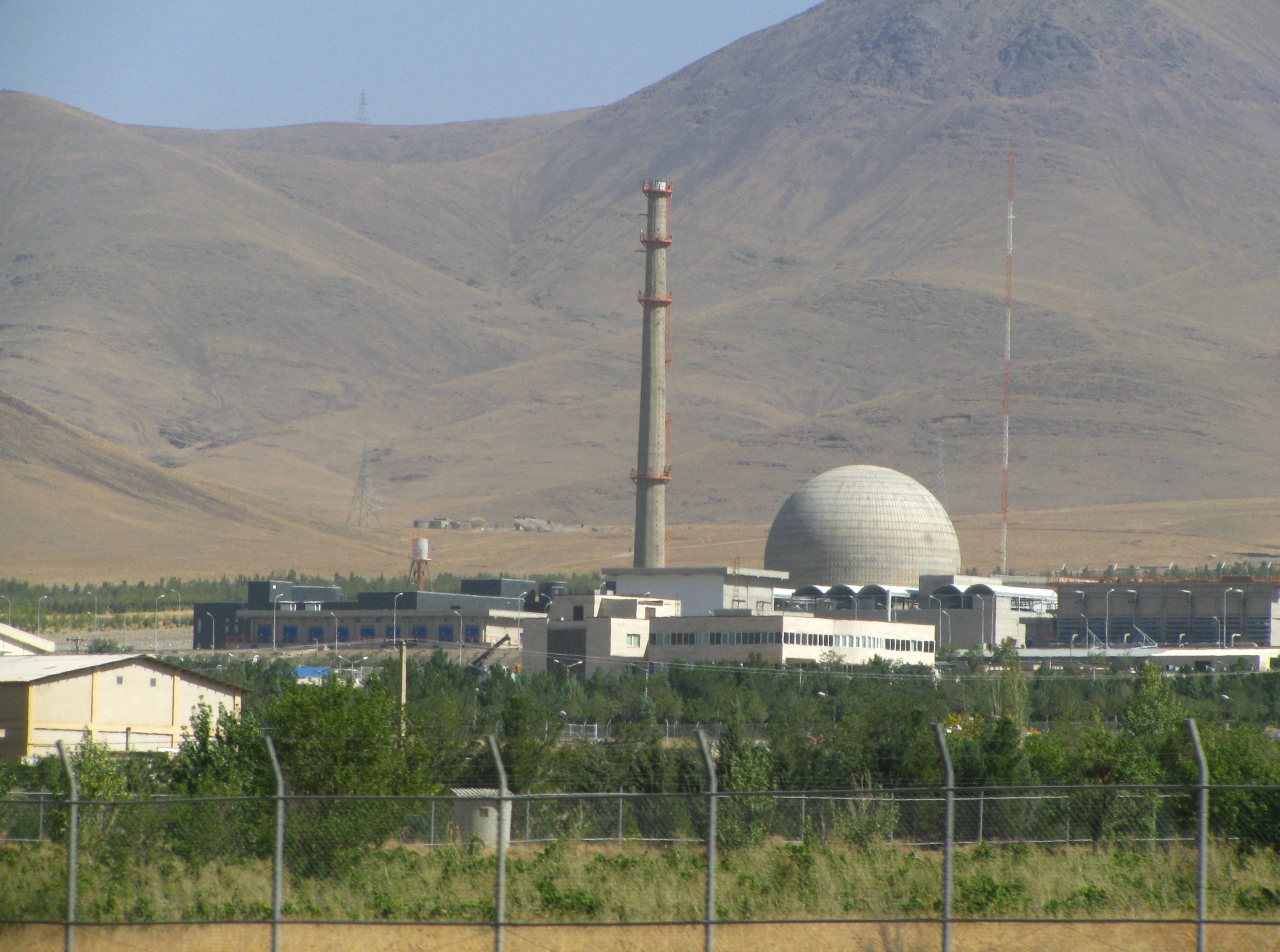
Planta Nuclear de Arak en Arak, Irán

La guerra subsidiaria irano-israelí es un conflicto que tiene como principal base la lucha política entre la República Islámica de Irán y el Estado de Israel debido a que desde el ascenso del republicanismo teocrático del ayatolá Ruhollah Jomeini en Irán ésta se ha vuelto enemiga del estado judío. Israel también ha tratado de debilitar y eliminar los aliados políticos regionales como Hezbolá en el Líbano, y a Hamás y a la Yihad Islámica Palestina en Palestina.
Este conflicto se agravó desde que a principios del siglo XXI se hizo evidente el Programa nuclear de Irán, algo que para las autoridades israelíes es inaceptable porque en su opinión un Irán con armas nucleares sería una "amenaza existencial para Israel". Israel ha boicoteado de diversas maneras el desarrollo del programa nuclear iraní (asesinato de científicos nucleares iraníes, guerra cibernética...). Israel también culpa a Irán de estar detrás de atentados en otros países como el atentado a la embajada de Israel en Argentina en 1992 o el atentado a la AMIA de 1994.
Tras las revueltas de la Primavera Árabe en 2011 y el desencadenamiento de la guerra civil siria Irán ha apoyado al gobierno sirio de Bashar al-Ásad y ha enviado tropas (Guardia Revolucionaria) a ese país.

## Intervención de las Naciones Unidas y del mundo

### Plan de Partición de 1947
El 29 de noviembre de 1947 la Asamblea General de las Naciones Unidas, reunida en Nueva York, aprobó la Resolución 181, la cual recomendaba un plan para resolver el conflicto entre judíos y árabes en la región de Palestina, que se encontraba en esos momentos bajo administración británica. El plan de la ONU proponía dividir la parte occidental del Mandato en dos Estados, uno judío y otro árabe, con un área, que incluía Jerusalén y Belén, bajo control internacional. La incapacidad del gobierno británico para llevar a cabo este plan, junto con la negativa de los países árabes de la región a aceptarlo, tuvo como consecuencia la guerra árabe-israelí de 1948.

### Hoja de ruta para la paz 2003
El 30 de abril de 2003 se presenta al Gobierno de Israel y a la Autoridad Palestina, una hoja de ruta elaborada por el Cuarteto (Estados Unidos, Unión Europea, Rusia y las Naciones Unidas) para lograr la paz entre Israel y Palestina teniendo como plazo máximo 2005.  Texto completo
En la Fase I de esta Hoja de Ruta, se establecen las bases necesarias para la iniciación de un proceso paulatino de paz efectiva entre Israel y Palestina: el fin al terror y la violencia, normalización de la vida de los palestinos y creación de instituciones palestinas.
En la Fase II se establecen las bases para la retirada paulatina de las fuerzas israelíes de los territorios ocupados desde 2000, la congelación de la política de asentamientos israelíes, la continuación del desmantelamiento de las organizaciones terroristas y la consolidación de instituciones palestinas.
En la Fase III se sientan las bases para un estatuto permanente y el fin definitivo del conflicto israelí-palestino.
El 19 de noviembre, al ver la carencia de apoyo de la Hoja de Ruta entre las dos partes afectadas, las Naciones Unidas sacan la resolución 1515 en la que hacen suya la Hoja de Ruta e instan a las partes a la colaboración en la búsqueda de una solución pacífica al conflicto israelí-palestino.

### Resoluciones clave de la ONU en el conflicto árabe-israelí
Las Resoluciones más importantes en el conflicto árabe-israelí son:
- Resolución 181 del 29 de noviembre de 1947 de la Asamblea General. Establece la partición de Palestina, bajo protectorado británico, en dos Estados, uno judío y otro árabe, y deja Jerusalén bajo control internacional.
- Resolución 194 del 11 de diciembre de 1948. Ordena el retorno o compensación de los refugiados palestinos a sus hogares, tras su expulsión por las fuerzas israelíes.
- Resolución 242 del 22 de noviembre de 1967 por el Consejo de Seguridad. Ordena la retirada israelí de los territorios recién ocupados de Gaza, Cisjordania y Jerusalén Este durante la guerra de los Seis Días, y proclama el derecho a la soberanía, a fronteras seguras y a vivir en paz de los Estados ya constituidos en la región.
- Resolución 338 del 22 de octubre de 1973 por el Consejo de Seguridad. Llama al alto el fuego inmediato en la guerra árabe-israelí de Yom Kippur, en la que Egipto y Siria lanzaron un ataque sobre las posiciones israelíes en el canal de Suez y los Altos del Golán. También exige la aplicación inmediata de la resolución 242 y el inicio de conversaciones de paz.
- Resolución 1397 del 12 de marzo de 2002 por el Consejo de Seguridad. Año y medio después del comienzo de la segunda Intifada, apoya por primera vez la creación de un Estado palestino, que viva al lado del israelí "con fronteras reconocidas y seguras". Exige el cese de la violencia y la vuelta a las negociaciones de paz.

## Coste del conflicto
En vidas humanas, las estimaciones oscilan desde los 51 000 fallecidos (35 000 árabes y 16 000 israelíes desde 1950 hasta 2007, hasta los 92 000 fallecidos (74 000 militares y 18 000 civiles) entre 1945 y 1995.
Un informe del Strategic Foresight Group (un think tank radicado en la India) ha estimado el coste de oportunidad del conflicto en Oriente Próximo en unos 12 billones de dólares estadounidenses entre 1991 y 2010. El informe calcula el hipotético PIB de los países de Oriente Próximo comparando el actual PIB con el PIB potencial en tiempos de paz. El correspondiente a Israel sería de un billón de dólares, mientras que a Irak y a Arabia Saudita les corresponderían 2,2 y 4,5 billones, respectivamente. En otras palabras, si hubiera existido paz y cooperación entre Israel y los países árabes desde 1991, un ciudadano medio israelí podría haber obtenido una renta anual de 44 000 dólares, en lugar de 23 000 en el año 2010.

## Cronología

### Sucesos políticos o de importancia histórica
- 1883: Comienza la primera ola de inmigración masiva de judíos a Palestina, conocida como aliyá. En torno a 35 000 judíos llegaron a Palestina durante las siguientes dos décadas, en su mayoría provenientes de Europa Oriental y Rusia, empujados por sucesivos pogromos y por el antisemitismo imperante en la Europa de la época.[114]
- 1896: Theodor Herzl publica El Estado Judío, considerado como uno de los orígenes del movimiento sionista, que potencia la emigración judía a Palestina con el fin último de crear un Estado judío.
- 1904: Comienza la segunda aliyá, que hasta 1914 lleva a cerca de 40 000 judíos (sobre todo rusos) a asentarse en tierras palestinas.[114]
- 1917: El gobierno británico emite la Declaración Balfour, en la que "contempla con beneplácito el establecimiento en Palestina de un hogar nacional para el pueblo judío y hará uso de sus mejores esfuerzos para facilitar la realización de este objetivo, entendiéndose claramente que no se hará nada que pueda perjudicar los derechos civiles y religiosos de las comunidades no judías existentes en Palestina, o los derechos y el estatus político de los judíos en cualquier otro país".[115]
- 1919: Tras una breve interrupción por la Primera Guerra Mundial se renueva la inmigración judía hacia Palestina con la tercera aliyá, que en tan solo cuatro años llevó a 40 000 emigrantes judíos a establecerse en Palestina, la mayoría de ellos provenientes de Europa Oriental.[114]
- 1920: Nace la Haganá, embrión del futuro ejército israelí, como una organización paramilitar de autodefensa judía.
- 1922: Entra en vigor el Mandato británico de Palestina por encomendación de la Sociedad de Naciones. Se formaliza así la presencia británica en Palestina, territorio que ya controlaban de facto desde 1917, tras haber expulsado a las fuerzas otomanas durante la Primera Guerra Mundial.
- 1924: Unos 82 000 emigrantes judíos, sobre todo provenientes de Polonia, llegan a Palestina durante la cuarta aliyá, entre 1924 y 1929.[114]
- 1929: Comienza la quinta aliyá, que durante la siguiente década llevaría a Palestina a unos 250 000 judíos, la mayoría de ellos de Europa Oriental y Alemania, influidos en gran medida por el ascenso al poder del partido nacionalsocialista en Alemania (1933).[114]
- 1929: Los crecientes conflictos intercomunitarios entre la población palestina autóctona y los inmigrantes judíos, así como un discurso inflamatorio del Gran Muftí de Jerusalén Amin al-Husayni, desencadenan la masacre de Hebrón, cuyo balance fue de 135 judíos asesinados por árabes, 110 árabes muertos por la policía británica mientras intentaba sofocar la revuelta y 6 o 7 árabes (dependiendo de las fuentes) asesinados por judíos. Las autoridades británicas deciden trasladar al resto de la población judía de Hebrón fuera de la ciudad.[116][117][118][119]
- 1931: Nace el Irgún, una organización paramilitar judía responsable de numerosos actos terroristas tanto contra oficiales del ejército británico como contra civiles árabes palestinos.[120][121]
- 1936: Estalla una importante revuelta árabe contra el dominio británico de Palestina y contra las continuas olas de inmigración judía. En los siguientes tres años, el control británico de la región estuvo a punto de colapsarse pero, finalmente, la revuelta es aplastada con la muerte o encarcelamiento de los principales líderes palestinos, la aprensión masiva de armas y el desmantelamiento de las principales organizaciones sociales palestinas, lo que influiría decisivamente en los conflictos armados de la década siguiente.[122]
- 1937: En el contexto de la revuelta árabe de Palestina, el gobierno británico encarga a una comisión encabezada por Lord Peel que investigue los motivos del malestar general existente en el Mandato británico de Palestina y de los frecuentes choques entre comunidades. La comisión Peel achaca el malestar al deseo de independencia árabe, el miedo a la dominación judía, las noticias de la independencia de Irak, Egipto, Siria, Transjordania y Líbano, las oleadas de inmigrantes judíos, la falta de oportunidades de los árabes con respecto a los judíos en los recursos a las autoridades del Mandato, la alarma por la continua compra de tierras por parte de entidades judías y la ambigüedad de las autoridades británicas con respecto al futuro del Mandato. Por primera vez se recomienda la partición del Mandato en un Estado árabe y otro judío.[123]
- 1939: El parlamento británico aprueba el denominado como Libro Blanco, un documento que en la práctica revoca lo expuesto en la Declaración Balfour y expresa que el hogar nacional judío preconizado por esta debería construirse dentro de un solo Estado plurinacional en Palestina, en el que la mayoría demográfica en aquel momento era árabe palestina. Este documento también limitaba la inmigración judía a una cuota de 75 000 inmigrantes durante un plazo de 5 años.[124]
- 1940: Un nuevo grupo paramilitar judío surge con el nombre de Leji, que será responsable de numerosos asesinatos políticos y atentados contra objetivos civiles.[125]
- 1947: El 29 de noviembre fue aprobado el plan de partición de las Naciones Unidas, que preveía la división de Palestina en dos Estados - un Estado judío y un Estado árabe. Estalla la guerra civil en el Mandato británico de Palestina. Da comienzo la expulsión o huida de gran parte de la población palestina en un proceso conocido como Nakba.
- 1948: El 14 de mayo, David Ben-Gurión declara el establecimiento del Estado de Israel. Un día después comienza la guerra árabe-israelí de 1948. La Nakba continúa hasta algo después del fin de la guerra y deja más de 700 000 civiles palestinos en el exilio.
- 1949: Más de un millón de refugiados e inmigrantes judíos de países musulmanes y un cuarto de millón de supervivientes del Holocausto llegan a Israel entre su fecha de creación y comienzos de los años sesenta.[126]
- 1949-1956: se producen una serie de incursiones por parte de expatriados como resultado de la guerra árabe-israelí de 1948, que a mediados de la década de 1950 comenzaron a montar operaciones transfronterizas contra Israel desde Siria, Egipto y Jordania.[127]
- 1952: Revolución en Egipto, en la que el Movimiento de Oficiales Libres derroca al rey Faruq. Resurge la idea del panarabismo bajo la figura de Gamal Abdel Nasser.
- 1956: Guerra de Suez o del Sinaí (del 27 de octubre al 7 de noviembre). Tras la nacionalización del Canal de Suez por parte de Egipto, el ejército israelí invade la península del Sinaí en coordinación con los ejércitos de Francia y Reino Unido. Gracias a las presiones ejercidas por los Estados Unidos y la Unión Soviética, el conflicto termina con el statu quo ante bellum salvo por la apertura al tráfico marítimo israelí de los Estrechos de Tirán. La República de Sudán se independiza del Reino Unido.
- 1957: Israel comienza la construcción de la central nuclear de Dimona con apoyo francés, dando así inicio a un programa nuclear israelí que nunca se ha podido verificar.[126]
- 1958: Yasir Arafat, Salah Khalaf y Khalil al-Wazir fundan en Kuwait la organización palestina Fatah,[128] que un futuro sería el núcleo de la Organización para la Liberación de Palestina.
- 1964: Nace la Organización para la Liberación de Palestina, en la que se integran los diferentes movimientos políticos y paramilitares palestinos.
- 1967: Guerra de los 6 días (del 5 al 10 de julio). El ejército israelí bombardea las bases aéreas egipcias dando comienzo a la guerra. Siria, Jordania e Irak, aliadas de Egipto, se suman rápidamente a la contienda. Israel obtiene una victoria abrumadora y ocupa militarmente la península del Sinaí y la Franja de Gaza de Egipto, Cisjordania y Jerusalén Este de Jordania, y los Altos del Golán de Siria. Salvo por la península del Sinaí, que sería devuelta a Egipto tras los Acuerdos de Paz de Camp David, el resto permanecen actualmente ocupadas. El 1 de septiembre se adopta la resolución de Jartum, también conocida como la de los tres noes, por la que los Estados árabes se comprometen a no firmar la paz, no reconocer formalmente y no negociar con Israel.
- 1970: Septiembre Negro en Jordania. Expulsadas de sus bases en Cisjordania, las milicias palestinas se asientan y van ganando peso en Jordania, donde ya existía un importante volumen de población palestina. Tras un intento de asesinato del rey Huséin I de Jordania, el ejército jordano ataca a las milicias palestina y expulsa a la OLP del país. La mayor parte de los grupos palestinos se asientan en el Líbano.
- 1972: Masacre de Múnich. Asesinato de 11 atletas judíos y 1 policía por el grupo terrorista Septiembre Negro en los Juegos Olímpicos de Múnich. Murieron 5 terroristas. A los dos días Israel ataca las bases de la OLP en Siria y Líbano.
- 1973: guerra de Yom Kipur (del 2 al 25 de octubre). Egipto y Siria atacan de manera coordinada y sorpresiva a Israel. Pese a que inicialmente logran una serie de victorias, Israel acaba reponiéndose y reconquistando todo el terreno perdido. La guerra termina una vez más con el statu quo ante bellum tras la resolución 338 del Consejo de Seguridad de las Naciones Unidas.
- 1974: La ONU reconoce a la OLP como la única representante legítima del pueblo palestino.[129] Discurso de Yasir Arafat ante la Asamblea General de las Naciones Unidas. Nace el movimiento de colonos Gush Emunim, para promover los asentamientos religiosos judíos en Cisjordania.[126]
- 1975: Comienza la guerra civil libanesa (1975-1990). Durante más de quince años, esta guerra involucró a numerosos grupos étnicos y religiosos e incluso a fuerzas internacionales combatiendo entre sí: musulmanes suníes, musulmanes chiíes, cristianos maronitas, refugiados palestinos, ejércitos sirio e israelí y fuerzas de interposición internacionales. Causó aproximadamente 120 000 muertos y la devastación del país.
- 1976: Un comando israelí libera a un grupo de pasajeros secuestrados en un avión en el aeropuerto de Entebbe (Uganda).[126]
- 1977: El presidente egipcio Anwar el-Sadat viaja a Jerusalén en el primer viaje de un dirigente egipcio a Israel.[126]
- 1978: Israel invade el sur del Líbano en respuesta a un ataque palestino en la denominada operación Litani. Jimmy Carter, Anwar el-Sadat y Menájem Beguín firman los acuerdos de Camp David, que suponen la firma de un tratado de paz y la normalización de las relaciones entre Egipto e Israel a cambio del fin de la ocupación israelí de la península del Sinaí.
- 1980: Israel aprueba la ley de Jerusalén, que declara dicha ciudad como su capital. En respuesta, el Consejo de Seguridad de las Naciones Unidas aprueba su resolución 478, que declara esta ley como una violación del derecho internacional y la censura «en los términos más enérgicos», afirmando que «supone un serio obstáculo para el logro de una paz completa, justa y duradera». A propuesta de la ONU, todos los Estados retiran sus embajadas de Jerusalén y las trasladan a Tel Aviv o a otras ciudades israelíes.
- 1981: La fuerza aérea israelí destruye el reactor nuclear de Osirak, en Irak, que estaba siendo construido con apoyo francés.[126]
- 1982: El embajador israelí en el Reino Unido, Shlomo Argov, sufre un atentado por parte del grupo palestino de Abu Nidal, rival de la OLP. Israel culpa a esta última e invade el Líbano con el fin declarado de expulsar a la OLP de este país. El ejército israelí inicia el sitio de Beirut, que abandona tras la marcha de miles de milicianos palestinos a Túnez. Poco después del exilio de los milicianos palestinos tiene lugar la masacre de Sabra y Chatila, en la que entre 460 y 6000 civiles palestinos murieron a manos de las falanges cristianas libanesas con la colaboración del ejército israelí. Israel mantendría su ocupación del sur del Líbano hasta el año 2000.
- 1983: En el contexto de la guerra civil libanesa tiene lugar el atentado contra las fuerzas internacionales en Beirut, que se saldó con la muerte de 241 marines estadounidenses, 58 paracaidistas franceses y 6 civiles libanes. Como respuesta a la invasión israelí del Líbano nace el partido político y grupo paramilitar Hezbolá, que tuvo su origen en una escisión del Movimiento Amal.
- 1984: Yasir Arafat consolida su autoridad como máximo líder del movimiento nacional palestino. Israel realiza una evacuación masiva de judíos etíopes desde Sudán.[126]
- 1985: Se provoca una ruptura del acuerdo palestino con Jordania sobre la soberanía compartida en Cisjordania. Israel inicia una gran ofensiva en el Líbano y lanza un ataque aéreo sobre la sede de la O.L.P en Túnez.
- 1987: Primera Intifada (1987-1993), movimiento popular palestino en la Franja de Gaza, Cisjordania y Jerusalén Oriental en contra de las fuerzas israelíes con el objetivo de poner fin a la ocupación. En abril, durante la sesión del Consejo Nacional Palestino en Argel, Yasir Arafat logra la reunificación de la O.L.P. bajo su mando.
- 1988: En agosto, el rey Huséin de Jordania cede a los palestinos sus derechos sobre Cisjordania. En noviembre, Yasir Arafat proclama desde Argel la declaración de independencia de Palestina y acepta la resolución 242 de la ONU.
- 1989: En abril, Arafat es nombrado primer presidente palestino por el Comité Central de la O.L.P. En la Conferencia de Casablanca, la Liga Árabe acepta las resoluciones previas de la ONU y da su apoyo a la Primera Intifada. Egipto es readmitido en la Liga Árabe y la sede central vuelve a El Cairo. En diciembre, la ONU aprueba la denominación de Palestina en sus textos.
- 1990: En marzo los laboristas israelíes rompen la coalición con el Likud por su intransigencia. El Likud gobierna en coalición con grupos nacionalistas y religiosos integristas. Se produce la matanza de Jerusalén, que dio lugar a una resolución condenatoria del Consejo de Seguridad de la ONU contra Israel. Estalla la guerra del Golfo tras la invasión iraquí de Kuwait. Sadam Huseín afirma que abandonará la ocupación de Kuwait en cuanto que Israel haga lo propio con Palestina, por lo que la O.L.P. se alinea a favor de Irak y en contra de la alianza encabezada por los EE. UU. Comienza la inmigración masiva de judíos procedentes de la URSS,[126] por la que la Liga Árabe presenta una protesta.
- 1991: En el contexto de la guerra del Golfo, Irak lanza 39 misiles Scud contra Israel, que a petición de EE. UU. no responde al ataque.[126] Irak es derrotado en la guerra del Golfo, lo que debilita la posición de Arafat en el movimiento de liberación palestino. Tras la guerra del Golfo, el plan Baker fracasa debido a la negativa de Israel a que la O.L.P. represente a los palestinos y a aceptar el principio de paz por territorios. En septiembre, Arafat es reelegido por el Consejo Nacional Palestino como presidente del Comité Ejecutivo. En octubre tiene lugar en Madrid la Conferencia de Paz sobre Oriente Medio con la participación de representantes israelíes, sirios, jordanos, libaneses y palestinos por primera vez desde 1949.[126]
- 1993: Acuerdos de Oslo: la OLP reconoce formalmente a Israel, e Israel reconoce a la Autoridad Nacional Palestina como representante del pueblo palestino. Se establecen una serie de plazos para la creación de un futuro Estado de Palestina, entre los que se incluye la progresiva retirada israelí de las principales ciudades palestinas, la división de Cisjordania en tres áreas con distintos niveles de control israelí y palestino, la transferencia de competencias en materia educativa, cultural, sanitaria, social, tributaria y turística, así como el establecimiento de una policía palestina. Los asuntos más complejos del conflicto palestino-israelí (Jerusalén, los refugiados palestinos, las fronteras definitivas, los asentamientos israelíes y las cuestiones de seguridad) se dejan para futuras negociaciones.
- 1994: El 25 de febrero tiene lugar la masacre de Hebrón, en la que un terrorista judío asesinó a 29 fieles mientras oraban en la Mezquita de Ibrahim de la ciudad de Hebrón. En mayo se firma el Acuerdo Gaza-Jericó, que establece que estas dos ciudades palestinas serán las primeras en ser abandonadas por el ejército israelí. En octubre se firma el tratado de paz jordano-israelí, por el que Jordania se convierte en el segundo Estado árabe (después de Egipto) en firmar un tratado de paz con Israel. En diciembre, Isaac Rabin, Shimon Peres y Yasir Arafat reciben el Premio Nobel de la Paz.
- 1995: Isaac Rabin es asesinado por un extremista judío opuesto a los acuerdos de paz de Oslo.
- 1996: Tras nuevos atentados suicidas de Hamás que causan 32 muertos, Arafat declara el estado de emergencia y detiene a tres de los dirigentes de Hamás. La cumbre antiterrorista de Sharm el Sheij (Egipto) condena la oleada de atentados contra Israel. En agosto el gobierno Israelí autoriza construir 900 nuevas viviendas para colonos en Cisjordania. Arafat lo califica como una declaración de guerra, tras lo que convoca media jornada de huelga general. El Consejo de Ministros de Asuntos Exteriores de la UE se pronuncia contra la ocupación israelí de Jerusalén Este. En octubre, las negociaciones que tienen lugar en la Casa Blanca fracasan.
- 1997: En enero, se alcanza un acuerdo para la retirada de las fuerzas israelíes desplegadas en Hebrón,[130] aunque la ciudad queda dividida en dos zonas: H1, con el 85 % del territorio y unos 200 000 habitantes palestinos, y H2, con el 15 % del territorio y unos 800 colonos israelíes. En marzo, Arafat declara durante la reunión de la Liga Árabe en El Cairo que si Israel persevera en su propósito de destruir el proceso de paz, como demuestra el mantenimiento de su política de asentamientos judíos en Jerusalén Este, la Autoridad Nacional Palestina podría declarar unilateralmente un Estado palestino independiente en la Franja de Gaza y Cisjordania. En junio se produce un rebrote de la Intifada que comienza en Hebrón y causa más de un centenar de heridos en los cuatro primeros días. En julio, una comisión de investigación del parlamento palestino recomienda la destitución de todos los ministros para atajar la grave corrupción y la malversación de fondos. Dos suicidas de Hamás matan a 14 personas y hieren a 150 en el mercado de Majané Yejuda. Se suspenden las negociaciones de paz. Arafat ordena una redada contra Hamás y la Yihad Islámica. Israel ordena la detención del jefe de la policía palestina.
- 1998: En octubre se relanza el proceso de paz establecido en Oslo y bloqueado desde hace un año y medio por la política israelí de asentamientos ilegales.
- 1999: Continúan las conversaciones de paz, cuyos avances se reflejan en el Memorando de Sharm el Sheij, en el que se realizan avances en cuestiones de territorio, presos, seguridad, el puerto de Gaza o la ciudad de Hebrón.
- 2000: En mayo, Israel se retira del sur del Líbano tras 25 años de ocupación, aunque las autoridades libanesas mantienen que las Granjas de Shebaa todavía permanecen ocupadas.[126] En julio tiene lugar la Cumbre de Camp David, en la que el presidente palestino Yasir Arafat y el primer ministro israelí Ehud Barak se reúnen con el presidente estadounidense Bill Clinton para intentar llegar a un acuerdo de paz permanente. Barak se enfrenta críticas por las concesiones realizadas a la Autoridad Nacional Palestina en las negociaciones de paz. Arafat anuncia que declarará un Estado palestino independiente por su cuenta, mientras que Israel propone una cierta autonomía palestina de los barrios de Jerusalén Este. Finalmente, la cumbre no prospera y ambas partes culpan a la otra parte del fracaso. Tras una visita del entonces jefe de la oposición israelí Ariel Sharon a la Explanada de las Mezquitas de Jerusalén, estalla la Segunda Intifada. Clinton intenta un reacercamiento entre Barak y Arafat en la Cumbre del Milenio, pero fracasa por un desacuerdo en torno a Jerusalén. Barak lanza un ultimátum a Arafat mientras Clinton y Kofi Annan tratan de reunir a los líderes de Israel y Palestina. Barak se reúne con la oposición de su país para conformar un gobierno de unidad. Continúa la escalada de violencia y Arafat pide el despliegue de una fuerza de paz, mientras Clinton vuelve a fracasar en sus intentos de obtener la paz.
- 2001: Continúan las conversaciones de paz en la Cumbre de Taba (del 21 al 27 de enero), tras la que los negociadores de ambas partes reconocen que nunca habían estado tan cerca de un acuerdo definitivo. Al mes siguiente, Ariel Sharon gana las elecciones israelíes y se convierte en el nuevo primer ministro, por lo que Barak retira todas sus propuestas realizadas hasta entonces en las conversaciones de paz. Sharon niega a la ONU la cooperación israelí para una comisión de investigación y ordena bombardear posiciones palestinas. Arafat declara que la intifada continuará hasta que Jerusalén sea la capital palestina. Los intentos de negociación fracasan por los distintos actos violentos entre las partes. Israel clausura la Casa de Oriente, emblema palestino, mientras la ONU pide el despliegue de observadores internacionales. El líder palestino intenta un diálogo con Israel y tanto Estados Unidos como el Reino Unido muestra su apoyo a la creación de un Estado palestino.
- 2002: Se recrudece la violencia en el contexto de la Segunda Intifada. En la Cumbre de Beirut que tiene lugar en marzo, la Liga Árabe lanza la Iniciativa de Paz Árabe, que propone el reconocimiento inmediato de Israel por parte de todos los Estados árabes a cambio del fin de la ocupación de Palestina. Casi simultáneamente sucede la masacre de Netanya, en la que un terrorista suicida palestino mata a 29 israelíes en un hotel de la ciudad de Netanya. A finales de marzo, Israel lanza la operación Escudo Defensivo y retoma todas las ciudades palestinas que había abandonado de acuerdo con los Acuerdos de Oslo. En abril tiene lugar la batalla de Yenín, que los palestinos tildan de masacre, y el asedio de la Basílica de la Natividad de Belén, en la que se había refugiado un grupo de milicianos palestinos. En junio comienza la construcción del muro de separación de Cisjordania.[126] En julio, Israel asesina a Salah Shehade, cabecilla del brazo militar de Hamás, y a otras 15 personas que se encontraban en las proximidades.
- 2003: Continúa la violencia relacionada con la Intifada. En marzo, la activista estadounidense Rachel Corrie muere aplastada por un buldózer israelí. En junio se anuncia la Hoja de Ruta para la Paz, un nuevo intento de encauzar las conversaciones de paz.[126]
- 2004: En marzo y abril, sendos ataques israelíes acaban con la vida de los líderes de Hamás Ahmed Yassin y Abdel Aziz al-Rantisi, así como con trece personas más que se encontraban cerca de ellos. En mayo, Israel lanza la denominada operación Arcoíris, que supone la demolición de más de 250 viviendas palestinas en la ciudad de Rafah. En julio, la Corte Internacional de Justicia dictamina que el muro de separación israelí en Cisjordania supone una violación del derecho internacional.[126] En octubre, Israel lanza la operación Días de Penitencia, que supuso la muerte de 133 palestinos. El 11 de noviembre muere Yasir Arafat en París.
- 2005: La violencia va decayendo poco a poco a lo largo de este año, por lo que muchas fuentes lo consideran el último de la Segunda Intifada. En agosto, Israel se retira unilateralmente de la Franja de Gaza.
- 2006: Segunda guerra del Líbano (del 12 de julio al 14 de agosto). Israel vuelve a invadir el Líbano tras una escaramuza en la que Hezbolá mata a tres soldados israelíes y captura a otros dos. La guerra termina con la muerte de 250 milicianos de Hezbolá y 121 soldados israelíes, así como de más de mil civiles libaneses y más de 40 civiles israelíes, y causa una enorme devastación en el Líbano. En enero, Hamás había ganado las elecciones parlamentarias palestinas.[126] En junio, un comando palestino embosca a una patrulla israelí y captura al cabo Guilad Schalit, tras lo que siguen una serie de enfrentamientos.
- 2007: Tras la toma de poder de Hamás en la Franja de Gaza, Israel y Egipto decretan el bloqueo de este territorio palestino. En septiembre, la fuerza aérea israelí destruye la instalación nuclear de Deir ez-Zor, en Siria, aunque solo se reconocerá dicha acción en 2018.[126] En noviembre, la Conferencia de Annapolis establece por primera vez de manera oficial la solución de dos Estados como la base para futuras negociaciones de paz entre israelíes y palestinos.[126]
- 2008: Conflicto de la Franja de Gaza de 2008-2009 (del 27 de diciembre al 18 de enero). Israel lanza una serie de bombardeos sobre posiciones de Hamás en la Franja de Gaza, seguida de una ofensiva por tierra, mar y aire. La guerra se salda con más de 1300 palestinos muertos, al menos la mitad de los cuales eran civiles, y con 11 soldados y 3 civiles israelíes muertos.
- 2010: En mayo, un grupo de activistas tratan de romper el bloqueo israelí con una flotilla de barcos con ayuda humanitaria. Un comando israelí asaltó el convoy en aguas internacionales con resultado de 10 activistas muertos.
- 2011: Hamás libera al cabo Guilad Schalit a cambio de la liberación por parte de Israel de 1027 presos palestinos.[126]
- 2012: Operación Pilar Defensivo (del 14 al 21 de noviembre). Tras una serie de enfrentamientos fronterizos, Israel comienza la operación Pilar Defensivo con el asesinato de Ahmed Yabari, líder del ala militar de Hamás.[131] El lanzamiento de cohetes palestinos y los ataques aéreos israelíes finalizan con el alto el fuego logrado una semana después.
- 2014: Conflicto entre la Franja de Gaza e Israel de 2014 (del 8 de julio al 26 de agosto). La tensión comienza a elevarse de nuevo tras la muerte en pocos días de dos jóvenes palestinos en Beitunia, tres muchachos israelíes en los asentamientos de Gush Etzion y un joven palestino en Jerusalén Este. El conflicto, que incluyó una importante ofensiva terrestre israelí en la Franja de Gaza, una serie de incursiones transfronterizas de comandos palestinos y un intercambio de lanzamientos de cohetes palestinos y bombardeos israelíes, resultó el más costoso en vidas humanas de cuantos se han dado entre las fuerzas israelíes y los milicianos de Hamás.
- 2015: En octubre comienza una ola de ataques contra civiles o militares israelíes principalmente en Cisjordania y Jerusalén Este, conocida informalmente en los medios de comunicación como la Intifada de los Cuchillos.
- 2016: En diciembre, el Consejo de Seguridad de la ONU aprueba su resolución 2334, en la que reafirma que los asentamientos israelíes en Cisjordania, Jerusalén Este y los Altos del Golán «no tienen validez legal» y los califica como una «flagrante violación» del derecho internacional.
- 2018: Comienzan en la Franja de Gaza una serie de manifestaciones y marchas que reivindican el derecho de retorno de los refugiados palestinos. Fuerzas israelíes apostadas en la frontera impiden el paso de los manifestantes de forma violenta, causando al menos 312 fallecidos.
- 2020: Varios países árabes (Emiratos Árabes Unidos, Baréin, Sudán y Marruecos) anuncian la normalización de relaciones con Israel.
- 2021: Conflicto entre la Franja de Gaza e Israel de 2021 (del 6 al 21 de mayo). Una serie de sucesos acontecidos en Jerusalén, como el inminente desahucio de varias familias palestinas en el barrio de Sheij Yarrah o el enfrentamiento de policías israelíes y fieles palestinos en la mezquita de Al-Aqsa, desencadenaron este nuevo conflicto que comenzó con el lanzamiento de varios cohetes por parte de Hamás. Durante tres semanas de enfrentamientos, 253 personas murieron en la Franja de Gaza y otras 13 en Israel.
- 2023: Ataques de Hamás a Israel de 2023 y Guerra de Gaza. El grupo Hamás lanzó una serie de ataques desde la Franja de Gaza en zonas fronterizas con Israel. Los ataques, que comenzaron el 7 de octubre de 2023 y se alargaron durante dos días, supusieron el inicio de la guerra entre Israel y la Franja de Gaza que llega hasta la actualidad.

## Filmografía

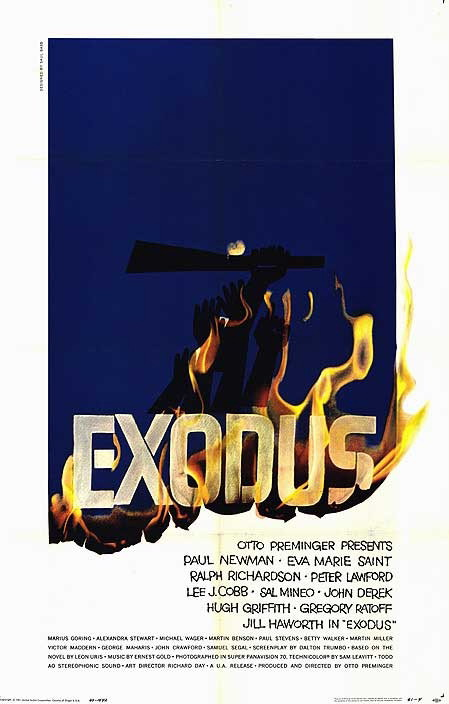
Póster de la película Éxodo (1960).

Existe una amplia filmografía sobre conflicto árabe-israelí que cubre prácticamente toda su historia. Sobre los conflictos intercomunitarios propios de la época del Mandato británico de Palestina, la serie británica The Promise aborda el nacimiento de la Haganá y su lucha contra las tropas británicas, así como el comienzo de la Nakba y, en especial, el bombardeo de la población civil palestina en la ciudad de Haifa. La guerra árabe-israelí de 1948 ha sido abordada por diversas películas estadounidenses, casi siempre aportando el punto de vista israelí, como en el caso de Éxodo, protagonizada por Paul Newman, o La Sombra de un Gigante, con Kirk Douglas como protagonista. Miral, del estadounidense Julian Schnabel, aborda la expulsión y huida de la población palestina ante el empuje del ejército israelí en 1948, conocida como la Nakba. La miniserie El Espía narra la vida del espía israelí Eli Cohen, cuyo trabajo en Siria ayudó en gran medida a Israel durante la guerra de los Seis Días de 1967, conflicto que forma el telón de fondo de Avanti Popolo, película israelí que narra las odiseas de soldados egipcios e israelíes perdidos en el desierto del Sinaí. La película Múnich sigue al comando del Mosad que buscó y asesinó a los milicianos palestinos que atentaron contra la expedición israelí en los Juegos Olímpicos de Múnich en 1972. El periodo de entreguerras de 1967 a 1973 queda retratado en la película estadounidense The Angel, que muestra la vida de Ashraf Marwan, yerno de Gamal Abdel Nasser y espía (o agente doble) israelí. La guerra civil libanesa y sus consiguientes desastres humanitarios aparecen reflejados en películas como Incendies, de Denis Villeneuve, o en las libanesas West Beirut y El Insulto, que también describe la actual situación de los refugiados palestinos en el Líbano. La invasión israelí del Líbano (1982) y la consiguiente masacre de refugiados palestinos en los campamentos de Sabra y Shatila aparece descrita en la película de animación israelí Vals con Bashir, mientras que la serie israelí Hatufim (en la que se basó la estadounidense Homeland) describe la vida de varios prisioneros de guerra israelíes capturados en la guerra del Líbano y liberados 17 años después. El asesinato de Isaac Rabin por parte de Yigal Amir es el tema de la película israelí Incitement (incitación), mientras que la retirada israelí del Líbano (2000) es el telón de fondo de la también israelí Beaufort. La Segunda Intifada palestina ha producido películas como Paradise Now, de Hany Abu-Assad, que critica el modus operandi de los suicidas palestinos contra Israel. La situación de la Franja de Gaza desde que Israel impuso un bloqueo por tierra, mar y aire en 2007 ha sido reflejada en películas como Una botella en el mar de Gaza, de Thierry Benisti o El ídolo, de Hany Abu-Assad. Más genéricamente, la ocupación israelí de Palestina es la protagonista en películas como Los Limoneros, del director israelí Eran Riklis; Foxtrot, del israelí Samuel Maoz; La sal de este mar, de la directora palestina Annemarie Jacir; Omar, del director palestino Hany Abu-Assad; Inch'Allah, de la directora francesa Anaïs Barbeau-Lavalette; El Atentado, del libanés Ziad Doueiri, o en las series israelíes Our Boys, de Hagai Levi, y Fauda, de Lior Raz y Avi Issacharoff, así como en la británica The Honourable Woman. Por último, la situación de los israelíes de origen palestino se refleja en películas como Boda en Galilea, Wajib o El Hijo del Otro.  

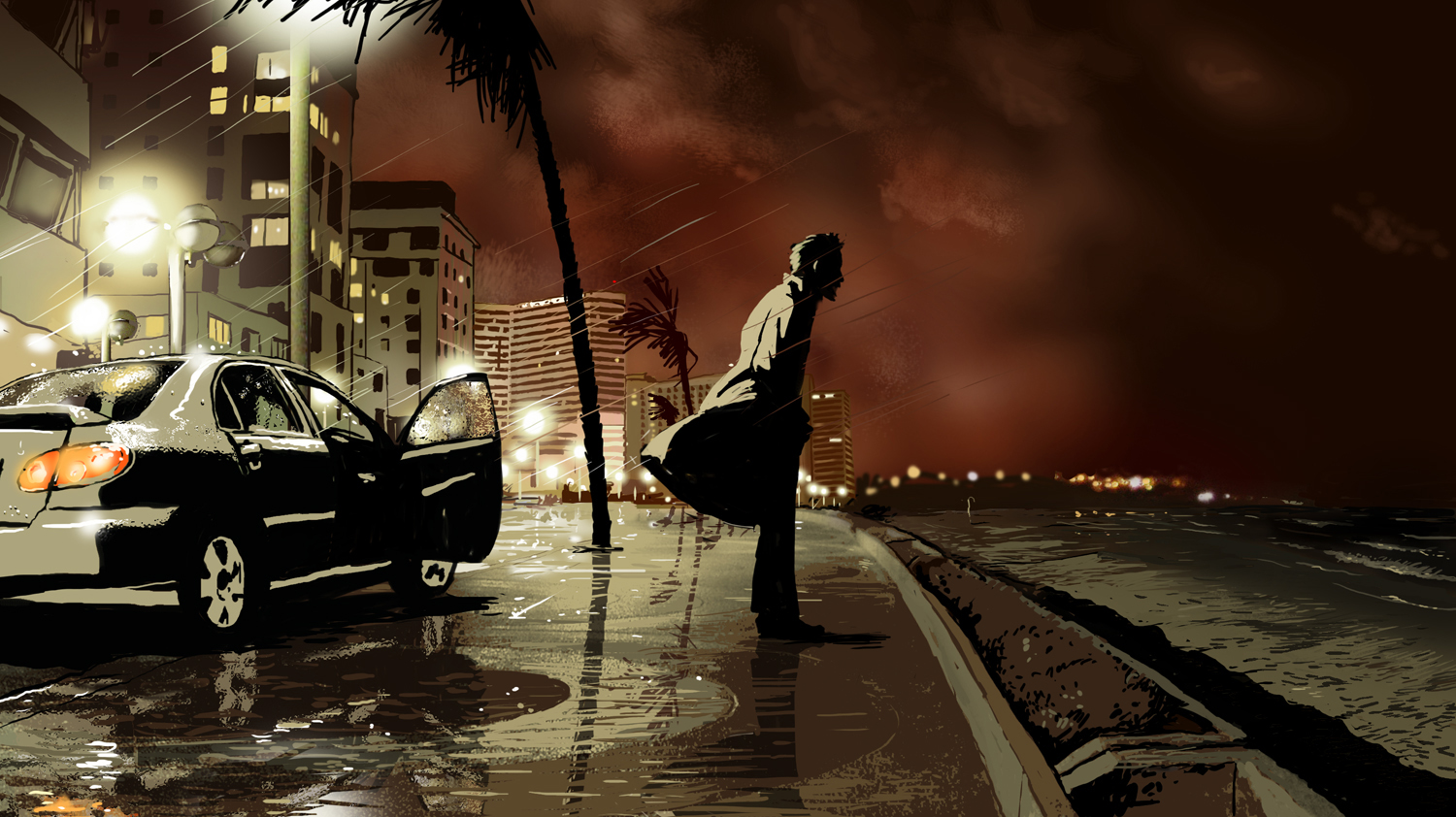
Escena de la película Vals con Bashir (2008).

El conflicto árabe-israelí también ha sido abundantemente descrito en el género del documental, como Al-Nakba, que documenta el éxodo de unos 750 000 palestinos durante la guerra árabe-israelí de 1948. The Oslo Diaries refleja las negociaciones secretas de paz que acabaron desencadenando los Acuerdos de Oslo. Otros documentales relacionados con el conflicto árabe israelí son Promesas, que muestra el punto de vista de cuatro chicos israelíes y tres palestinos que viven a veinte minutos de distancia entre sí, pero crecen en universos completamente alejados; 5 cámaras rotas, del palestino Emad Burnat, que describe las protestas contra el muro de separación israelí en la aldea palestina de Bil'in; Nacido en Gaza, que describe las consecuencias psicológicas y físicas en un grupo de niños a consecuencia de los bombardeos israelíes en la Guerra de Gaza de 2014; Yenín, Yenín, del palestino Mohammad Bakri, que describe los hechos que rodearon la batalla de Yenín en 2002, durante la Segunda Intifada palestina; o Occupation 101, que analiza los aspectos legales y económicos de la ocupación israelí.